# Blue Lock
Blue Lock (Nhật: ブルーロック Hepburn: Burū Rokku) là một bộ shounen manga mang đề tài bóng đá trên cộng đồng được viết bởi Kaneshiro Muneyuki và minh họa bởi Nomura Yūsuke. Bắt đầu từ tháng 8 năm 2018, bộ truyện được đăng định kì trên Tuần san Shounen Magazine của nhà xuất bản Kodansha. Tính đến ngày 19 tháng 3 năm 2025, bộ truyện đã phát hành vượt mốc 45 triệu bản trên toàn thế giới. Anime chuyển thể từ truyện do Eight Bit sản xuất bắt đầu lên sóng từ tháng 10 năm 2022 đến tháng 3 năm 2023; mùa thứ hai dự kiến lên sóng vào tháng 10 năm 2024. Ngày 15 tháng 1 năm 2022, bộ truyện đã được Nhà xuất bản Kim Đồng công bố bản quyền tiếng Việt và được ấn định lịch phát hành vào đầu năm 2023 tại thị trường Việt Nam.
Năm 2021, Blue Lock vinh dự giành được Giải thưởng Manga Kodansha lần thứ 45 cho hạng mục Shounen xuất sắc nhất, và đã từng được đề cử cho hai giải thưởng quốc tế lâu đời và uy tín là giải thưởng Album xuất sắc nhất năm 2022 tại Liên hoan truyện tranh quốc tế Angoulême được tổ chức thường niên tại Cộng hoà Pháp, và giải thưởng Harvey năm 2022 cho hạng mục Manga xuất sắc nhất.

## Cốt truyện
Sau thất bại thảm hại tại World Cup 2018, đội tuyển Nhật Bản gặp nhiều khó khăn trong việc hội quân trở lại. Một câu hỏi được đặt ra, rốt cuộc họ còn thiếu điều gì để giành được chức vô địch? Đội tuyển Nhật Bản có đầy đủ tố chất nhưng cuối cùng, họ nhận ra họ thiếu đi người tiền đạo chủ lực có thể dẫn dắt họ "chạm tay" vào chiến thắng. Vì thế, Liên đoàn Bóng đá Nhật Bản cho ra đời "Dự án Blue Lock" tập hợp 300 tiền đạo trẻ xuất sắc nhất từ khắp nơi trên đất nước Nhật Bản. Mục đích của dự án này là tạo ra một và chỉ duy nhất một tiền đạo luôn "khát" bàn thắng và "thèm muốn" chiến thắng hơn bất kì ai, người có thể tạo bước ngoặt quyết định để xoay chuyển cả trận đấu... "Cái tôi" nào đủ nổi bật để giành lấy vị trí độc nhất đó? Và liệu 300 cậu trai trẻ có thể vượt qua tất cả những thử thách đang cản đường họ?

### Giải thích thuật ngữ

#### Blue Lock
Blue Lock (ブルーロック Burū Rokku), có nghĩa là "Lam ngục" hay còn biết đến là Dự án bồi dưỡng cầu thủ đặc biệt là một dự án chuyên đào tạo những tiền đạo trẻ từ khắp nơi trên đất nước Nhật Bản, bao gồm 3 vòng tuyển chọn chính và các vòng phụ. Dự án này có sự tham gia của 300 tiền đạo trẻ và họ sẽ đối đầu trực tiếp với nhau trong các vòng đấu loại trực tiếp. Được thiết kế, quản lý và điều hành bởi vị huấn luyện viên lập dị Ego Jinpachi. Dự án này nhằm mục đích cho ra lò một và chỉ một tiền đạo xuất sắc nhất, người có thể sánh ngang với trình độ thế giới và dẫn dắt đội tuyển Nhật Bản hướng tới chức vô địch World Cup.

#### Chủ nghĩa vị kỷ (Egoism)
Trong bộ truyện Blue Lock, Chủ nghĩa vị kỷ (tiếng Anh: Egoism) không mang ý nghĩa tiêu cực đơn thuần của sự ích kỷ, mà là một học thuyết và triết lý bóng đá được định hình một cách có hệ thống. Đây là khái niệm cốt lõi của tác phẩm, được xem là điều kiện tiên quyết để một tiền đạo có thể vươn lên trở thành số một thế giới. Triết lý này được xây dựng và truyền đạt chủ yếu thông qua nhân vật Jinpachi Ego. Bản chất của chủ nghĩa vị kỷ trong Blue Lock có thể được phân tích qua bốn khía cạnh chính:

###### 1. Khao khát ghi bàn là tuyệt đối
Đây là nền tảng của toàn bộ triết lý. Một tiền đạo vị kỷ (egoist) phải sở hữu một ham muốn ghi bàn mãnh liệt, đặt việc tự mình lập công lên trên mọi yếu tố khác, kể cả chiến thắng chung cuộc của đội.
- Nguyên tắc cốt lõi: Theo Jinpachi Ego, bóng đá về bản chất là môn thể thao của những bàn thắng, và tiền đạo là người được sinh ra để thực hiện điều đó.
- Mục tiêu duy nhất: Người vị kỷ luôn tìm kiếm cảm giác thỏa mãn và sự thống trị tuyệt đối khi tự mình ghi bàn quyết định trận đấu.

###### 2. Coi đồng đội là phương tiện để phục vụ bản thân
Triết lý này định nghĩa lại hoàn toàn khái niệm "teamwork". Thay vì coi đồng đội là bạn bè để phối hợp, người vị kỷ xem 10 cầu thủ còn lại trên sân là những "phương tiện" hoặc "công cụ" có thể lợi dụng.
- Tư duy chiến thuật: Câu hỏi của một người vị kỷ không phải là "Làm sao để phối hợp với đồng đội?", mà là "Làm thế nào để sử dụng 10 người còn lại trên sân nhằm tạo ra bàn thắng cho chính mình?".
- Ví dụ điển hình: Nhân vật Isagi Yoichi trong các giai đoạn sau của truyện đã thể hiện rõ điều này. Cậu chuyền bóng không phải vì đồng đội ở vị trí tốt hơn, mà vì hành động đó sẽ đặt chính cậu vào một tình thế thuận lợi hơn để ghi bàn ở pha bóng kế tiếp.

###### 3. Tiến hóa thông qua việc "nuốt chửng" (Devour)
Chủ nghĩa vị kỷ trong Blue Lock mang đậm màu sắc của thuyết Darwin xã hội, nơi sự cạnh tranh được đẩy lên mức độ hủy diệt và hấp thụ lẫn nhau.
- Cơ chế "nuốt chửng": Các cầu thủ phải liên tục "ăn thịt" đối thủ và cả đồng đội của mình. Điều này bao gồm:
  - Học hỏi và sao chép: Phân tích, sao chép và cải tiến "vũ khí" (kỹ năng đặc biệt) của những người khác.
  - Phá vỡ và vượt qua: Đánh bại đối thủ một cách tuyệt đối về cả kỹ năng lẫn tâm lý để chứng minh cái tôi của mình vượt trội hơn.
- Kết quả: Quá trình này tạo ra một "phản ứng hóa học" liên tục, buộc các cá nhân phải không ngừng tiến hóa hoặc sẽ bị đào thải.

###### 4. Bàn thắng là sự khẳng định tồn tại
Đối với các cầu thủ được thấm nhuần triết lý này, một bàn thắng không chỉ mang ý nghĩa về mặt điểm số.
- Giá trị tâm lý: Ghi bàn là hành động tối cao để khẳng định giá trị và sự tồn tại của bản thân trên sân cỏ. Nó là sự bùng nổ của cái tôi và là nguồn khoái cảm lớn nhất.
- Động lực thi đấu: Chính khao khát được trải nghiệm lại cảm giác này đã trở thành động lực vô tận, thúc đẩy các tiền đạo vượt qua giới hạn của bản thân.

Tóm lại, chủ nghĩa vị kỷ trong Blue Lock là một hệ tư tưởng phức hợp, định nghĩa lại vai trò của tiền đạo. Nó không chỉ là sự ích kỷ mà là một chiến lược toàn diện, kết hợp giữa khao khát cá nhân, tư duy chiến thuật, khả năng học hỏi và động lực tâm lý để tạo ra một "kẻ săn bàn" hoàn hảo, người xem chiến thắng của bản thân là mục tiêu tối thượng.

#### Cái tôi (Ego)
Trong Blue Lock, "cái tôi" (ego) là khái niệm trung tâm, đại diện cho sự tự nhận thức, khát vọng vượt trội và ý chí thống trị của mỗi cầu thủ. Đây không đơn thuần là sự ích kỷ, mà là động lực bản năng giúp họ vươn tới vị trí tiền đạo xuất sắc nhất Nhật Bản. Triết lý của Ego Jinpachi xem "cái tôi" như một vũ khí sinh tồn, buộc các cầu thủ phải đấu tranh, phá vỡ giới hạn và dám đặt bản thân lên trên hết. "Cái tôi" giúp họ vượt qua nỗi sợ thất bại, kích thích sự sáng tạo và tạo nên những tổ hợp tấn công đột phá thông qua các “phản ứng hóa học” giữa các cá nhân đối lập. Tuy nhiên, mặt trái của nó là nguy cơ dẫn đến xung đột nội bộ, cô lập, và biến con người thành những "quái vật" đánh mất bản chất thể thao. Dù gây tranh cãi, "cái tôi" vẫn là yếu tố then chốt tạo nên bản sắc của Blue Lock, thách thức các chuẩn mực truyền thống về bóng đá và đặt ra câu hỏi về ranh giới giữa thiên tài và sự điên rồ. 

#### "Phản ứng hóa học" ("Chemical Reaction")
Trong Blue Lock, "phản ứng hóa học" là một khái niệm ẩn dụ chỉ sự kết hợp giữa các cá nhân có cái tôi mạnh mẽ, tạo ra lối chơi đột phá mà từng người riêng lẻ không thể đạt được. Đây là trung tâm cốt lõi trong triết lý của Ego Jinpachi, cho rằng sự va chạm giữa những phong cách đối nghịch sẽ buộc các cầu thủ phải tiến hóa để tồn tại. Quá trình này kích thích sáng tạo, tổng hợp thế mạnh riêng biệt và tạo ra tổ hợp chiến thuật không thể đoán định. Dù đề cao chủ nghĩa cá nhân, "phản ứng hóa học" cho thấy rằng sự hợp tác giữa những ego lớn chính là chìa khóa để tạo nên tiền đạo hoàn hảo – mục tiêu tối thượng của dự án Blue Lock.

#### Thiên tài (Genius)
Trong Blue Lock, "thiên tài" được phân tích sâu sắc qua góc nhìn của huấn luyện viên Jinpachi Ego và hành trình trưởng thành của các nhân vật, nổi bật là Isagi Yoichi. Thiên tài không đơn thuần là người sở hữu kỹ năng bẩm sinh vượt trội, mà là người có khả năng vượt qua giới hạn bản thân, tạo ra những điều phi lý và đột phá trên sân bóng, đồng thời mang trong mình cá tính riêng biệt thu hút mọi sự chú ý. Một thiên tài là sự kết hợp giữa lý trí sắc bén và bản năng sáng tạo. Họ không chỉ dựa vào kỹ thuật hay tư duy logic, mà còn cần những xung động bất ngờ – dám thực hiện những hành động không ai nghĩ tới để thay đổi cục diện trận đấu. Tốc độ siêu phàm của Julian Loki hay sự ngẫu hứng tinh quái của Bachira Meguru là những ví dụ điển hình cho biểu hiện này.
Hành trình trở thành thiên tài trong Blue Lock gắn liền với cái tôi mạnh mẽ và khát khao vượt lên tất cả. Một tiền đạo vĩ đại phải đặt mục tiêu chiến thắng và ghi bàn lên trên mọi thứ, thậm chí sẵn sàng "nuốt chửng" những người khác để vươn tới đỉnh cao, như cách Barou Shoei luôn tự xem mình là "nhà vua" trên sân bóng. Thiên tài cũng là người dám đối diện với khủng hoảng nội tâm, xây dựng triết lý cá nhân, và không ngừng sáng tạo để tìm ra con đường riêng – như Isagi Yoichi đã làm khi từng bước tìm kiếm và định hình bản sắc của chính mình. Ngoài ra, khái niệm "độc đáo" (uniqueness) cũng được đề cao trong Blue Lock. Theo Jinpachi Ego, thiên tài là những người chiến đấu để tạo ra dấu ấn không thể thay thế: Nagi Seishiro với kỹ năng xử lý bóng siêu việt hay Aryu Jyubei với phong cách thời trang và thể hiện bản thân khác biệt là những minh chứng rõ nét. Blue Lock cũng thách thức quan niệm truyền thống rằng thiên tài chỉ đến từ bẩm sinh. Thay vào đó, bộ truyện khẳng định rằng bất kỳ ai cũng có thể vươn tới thiên tài nếu dám đối mặt với giới hạn, phát triển cái tôi mạnh mẽ, và tìm ra con đường độc đáo cho riêng mình. Đó không chỉ là triết lý dành cho bóng đá, mà còn là một bài học sâu sắc về cuộc sống và sự trưởng thành.

#### Học tài (Talented Learner)
Trong Blue Lock, "học tài"  là khái niệm được hlv Ego Jinpachi giới thiệu nhằm bổ sung cho định nghĩa về thiên tài, đồng thời nhấn mạnh vai trò của họ trong phương trình tiến hóa của bóng đá. Học tài không nhất thiết sở hữu tài năng bẩm sinh hay những xung động phi lý như thiên tài, nhưng lại có khả năng quan sát, thấu hiểu và khuếch đại giá trị của thiên tài. Họ là những người phân tích trận đấu, dự đoán tình huống, điều chỉnh chiến thuật, và tạo ra phản ứng hóa học để giúp thiên tài tỏa sáng.
Học tài sở hữu những phẩm chất như cảm quan chiến thuật sắc bén, khả năng thích nghi linh hoạt, và kỹ năng đọc trận đấu xuất sắc. Họ đóng vai trò như bộ não vận hành đội bóng, xây dựng nền tảng cho những khoảnh khắc đột phá của thiên tài. Nếu thiên tài là người tạo ra kỳ tích cá nhân, thì học tài là người dọn đường cho kỳ tích ấy xảy ra. Những nhân vật tiêu biểu như Isagi Yoichi, Hiori Yo hay Karasu Tabito đều thể hiện bản chất của học tài: họ phân tích, hỗ trợ và tối ưu hóa lối chơi của thiên tài, đồng thời tự phát triển bản thân thông qua sự tương tác đó. Hành trình của Isagi, từ một học tài điển hình đến việc dần tiến hóa thành thiên tài, là minh chứng cho thông điệp cốt lõi của Blue Lock: vai trò trong đội bóng không phải là cố định, và bất kỳ ai cũng có thể vươn tới đỉnh cao nếu biết khai phá triết lý cá nhân và vượt qua giới hạn. Học tài trong Blue Lock là biểu tượng cho trí tuệ, sự linh hoạt và sức mạnh của sự kết nối. Họ cho thấy rằng bóng đá không chỉ là sân khấu của những ngôi sao cá nhân, mà còn là cuộc chơi của những bộ óc biết quan sát, thích nghi và biến mọi khoảnh khắc nhỏ bé thành chiến thắng vĩ đại.

#### Trạng thái Dòng chảy (Flow state)
Trong manga Blue Lock, "Flow" là trạng thái tinh thần và thể chất lý tưởng mà các cầu thủ đạt được khi hoàn toàn đắm chìm vào trận đấu. Đó là một trạng thái tâm lý đặc biệt, nơi cầu thủ có thể bộc lộ khả năng tốt nhất một cách tự nhiên, không cần ý thức hay suy nghĩ nhiều. Ở trạng thái này, cầu thủ cảm thấy như được hòa nhập hoàn toàn vào trận đấu, trực giác dẫn dắt mọi hành động, giúp họ đưa ra những quyết định nhanh chóng, chính xác và hiệu quả vượt xa khả năng thông thường.
Trạng thái Flow trong Blue Lock được lấy cảm hứng từ khái niệm "Flow state" trong tâm lý học thể thao của Mihaly Csikszentmihalyi, biểu hiện khi một người hoàn toàn đắm chìm trong hoạt động đến mức quên đi thời gian và không gian. Khi bước vào Flow, cầu thủ bóng đá không còn cảm nhận được áp lực từ bên ngoài, họ chỉ đơn giản là chơi bóng bằng bản năng, dự đoán dễ dàng các tình huống tiếp theo và tự tin vào mọi quyết định của mình. Điều này không chỉ giúp họ nâng cao hiệu suất cá nhân mà còn có thể thúc đẩy cả đội cùng nhau đạt được sự đồng điệu, tạo nên những pha phối hợp gần như hoàn hảo. Một ví dụ điển hình về Flow trong Blue Lock là nhân vật chính Yoichi Isagi. Khi bước vào trạng thái này, Isagi có thể nhìn nhận trận đấu từ một góc độ hoàn toàn mới, phân tích mọi chi tiết một cách nhanh chóng, dễ dàng nhận ra cơ hội và thực hiện các cú sút quyết định với độ chính xác tuyệt đối. Trạng thái này như một bước đột phá trong nhận thức và kỹ năng, khiến Isagi cảm giác như mình trở thành một cầu thủ khác biệt hoàn toàn, vượt xa giới hạn vốn có của bản thân.
Về mặt nghệ thuật, manga thể hiện Flow thông qua các chi tiết thị giác rất rõ rệt. Khi một nhân vật đạt được trạng thái này, ánh mắt của họ thường được miêu tả sáng rực hoặc có hiệu ứng đặc biệt, cho thấy mức độ tập trung tuyệt đối. Các nét vẽ cũng trở nên sắc bén và mạnh mẽ hơn, tạo cảm giác nhân vật đang hoạt động ở một mức độ vượt trội so với bình thường. Những yếu tố này giúp độc giả dễ dàng nhận ra sự khác biệt khi nhân vật bước vào trạng thái Flow. Tuy Flow thường được nhấn mạnh ở từng cá nhân, Blue Lock cũng chỉ ra rằng trạng thái này có thể lan tỏa và kết nối giữa các đồng đội, tạo nên sự phối hợp liền mạch và ăn ý đến mức họ cảm giác như đang cùng chia sẻ một nhịp điệu duy nhất trên sân bóng. Đây không chỉ là đỉnh cao của hiệu suất cá nhân mà còn thể hiện sức mạnh tinh thần và sự kết nối sâu sắc trong tập thể. Như vậy, Flow không đơn thuần là một kỹ năng hay trạng thái tâm lý, mà là biểu tượng cho sự phát triển toàn diện về cả kỹ thuật, tinh thần và nhận thức của các cầu thủ trong Blue Lock. Nó thể hiện hành trình khám phá và vượt qua giới hạn bản thân để đạt tới đỉnh cao, đồng thời cũng phản ánh triết lý cốt lõi của bộ truyện: muốn trở thành người giỏi nhất, cầu thủ phải luôn tự tin, kiên định và sẵn sàng vượt lên chính mình.

## Nhân vật

### Nhân vật chính
Isagi Yoichi (潔 世一 (Khiết • Thế Nhất))
Lồng tiếng bởi: Ura Kazuki
Một trong 300 tiền đạo trẻ xuất sắc của Nhật Bản được mời tham gia vào dự án Blue Lock, một dự án đào tạo tiền đạo điên rồ do Liên đoàn bóng đá Nhật Bản thành lập. Cậu là một người dễ gần và có tính cách thân thiện, vui vẻ, nhưng những thói quen đơn thuần và ngay thẳng của cậu thường gây khó chịu cho những người xung quanh. Isagi thường tránh những cuộc tranh cãi ngớ ngẩn giữa các đối thủ khác trong Blue Lock. Khi mới gia nhập Blue Lock, Isagi không tự tin vào bản thân và kỹ năng của mình vì là cầu thủ xếp hạng áp chót (thứ hạng 299/300) và cũng vì những nhận xét trái chiều về khả năng chơi bóng của cậu. Dần dà, Isagi tự mình hoàn thiện bản thân hơn cả trong lẫn ngoài sân cỏ, trở thành chỗ dựa cho Đội Z và thu hút sự quan tâm từ một số "cái tôi" cá tính của Blue Lock như Nagi Seishirō hay Barō Shōei.
Trong khoảng thời gian đầu, Isagi không chắc chắn về việc tiếp tục ở lại Blue Lock do những suy nghĩ mâu thuẫn về bóng đá trong đầu cũng như không tin tưởng vào lối chơi bóng đá "vị kỉ" của tuyển thủ Blue Lock. Nhưng sau chiến thắng đầu tiên của Đội Z, Isagi trở nên lạnh lùng và "khát" chiến thắng hơn. Cậu sẵn sàng nuốt chửng giấc mơ của đối thủ và đồng đội để ghi bàn thắng và tiến xa hơn ở Blue Lock. Khi có ai đó nhắc đến bóng đá, vẻ mặt cậu tràn đầy tham vọng và tính toán, sẵn sàng thay đổi và thích nghi, để tạo ra "phản ứng hóa học" phù hợp với các đồng đội, để đi trước đối thủ một bước và cuối cùng là trở thành cầu thủ xuất sắc nhất trên sân, giữ đúng lời thề của bản thân trở thành tiền đạo xuất sắc nhất thế giới. Nhưng cho dù Isagi tiến xa đến đâu trong sự nghiệp bóng đá của mình, cậu vẫn có xu hướng lo lắng trước những trận đấu lớn như trong giai đoạn cuối của Vòng Tuyển chọn đầu tiên, đầu Vòng Tuyển chọn thứ ba hay trận đấu với Tuyển U20 Nhật Bản nhưng sau đó, Isagi vẫn luôn tìm ra cách vượt qua sự lo lắng đó.
Về kỹ năng, Isagi nổi bật với khả năng nhận thức không gian, cho phép cậu phân tích sân đấu và tìm ra cơ hội ghi bàn. Cậu cũng phát triển kỹ thuật "Cú sút trực tiếp" và khả năng di chuyển không bóng hiệu quả, giúp tạo ra các pha tấn công nguy hiểm.
Trong quá trình tham gia Blue Lock, Isagi đã trải qua nhiều thử thách và đối đầu với các đối thủ mạnh, từ đó không ngừng hoàn thiện kỹ năng và tư duy chiến thuật. Sau trận đấu giữa Đội Blue Lock Eleven và Đội U-20 Nhật Bản, Isagi được xếp hạng là một trong những cầu thủ hàng đầu của Blue Lock và thi đấu ở vị trí tiền vệ tấn công cho đội Bastard München trong giải Neo-Egoist League.
Isagi sinh ngày 1 tháng 4 và nhóm máu B. Cậu được chọn tham gia dự án Blue Lock bởi Jinpachi Ego, người nhận thấy tiềm năng đặc biệt trong lối chơi của cậu. Isagi là hình mẫu lý tưởng cho loại tiền đạo mà Ego muốn tạo ra, với sự kết hợp giữa kỹ năng cá nhân và tinh thần cạnh tranh cao.

### Các nhân vật khác

#### Đội Z
Bachira Meguru (蜂楽 廻 (Phong Lạc • Hồi))
Lồng tiếng bởi: Kaito Kasuku
Một trong 300 tiền đạo trẻ xuất sắc của Nhật Bản được mời tham gia vào dự án Blue Lock. Bachira có một phong thái và tính cách khá lập dị, thường rất năng nổ, vui vẻ và nhiệt tình trong các trận đấu, hiếm khi mất bình tĩnh và ý chí thi đấu của cậu thì rất vững vàng. Bóng đá với cậu là một thứ rất thú vị để tận hưởng với những người khác. Bachira rất mê ngủ và thường lăn ra ngủ trong những tình huống kì lạ. Thời thơ ấu, Bachira thường xuyên bị bắt nạt do tính cách lập dị và kỹ năng đặc biệt trong bóng đá dẫn đến việc cậu bị mắc một hội chứng ám ảnh tâm lý khiến Bachira luôn sợ hãi khi ở một mình. Hội chứng này đã thúc đẩy Bachira tạo ra một người bạn tưởng tượng mà cậu gọi là "quái vật", một con quái vật đại diện cho cầu thủ có lối chơi mà cậu luôn mong muốn được hỗ trợ. Chỉ sau khi đến Blue Lock, Bachira mới có thể dũng cảm đối mặt với hội chứng tâm lý của mình vì cậu tìm thấy những người mà cậu có thể gọi là bạn, như Isagi Yoichi. Bachira dễ dàng kết bạn với tất cả mọi người cho dù tính cách có phần kỳ lạ, trong đó bao gồm Isagi, Rin, Chigiri và Kunigami. Sau trận tái đấu giữa Đội Trắng của Isagi và Đội Đỏ của Rin, Bachira đã vượt qua được ám ảnh tâm lý, quyết định thi đấu tự tin hơn trên sân cỏ. Cậu cũng rất muốn trở thành tiền đạo xuất sắc nhất thế giới, người chỉ ghi bàn vì chính mình, chỉ chuyền bóng cho người có khả năng kích thích sự hứng thú nơi cậu và giúp Bachira chơi thứ bóng đá mà cậu thích nhất. Hiện tại, Bachira tiếp tục rèn luyện và thi đấu trong môi trường cạnh tranh cao của FC Barcha, không ngừng hoàn thiện kỹ năng và tinh thần thi đấu để đạt được tham vọng lớn trong sự nghiệp bóng đá.
Chigiri Hyōma (千切 豹馬 (Thiên Thiết • Báo Mã))
Lồng tiếng bởi: Saito Soma
Là một ứng viên xuất sắc của Dự án Blue Lock, hiện đang thi đấu ở vị trí tiền vệ cánh trái cho đội Manshine City của Anh trong Neo-Egoist League. Với mái tóc hồng phấn dài qua vai, đôi mắt hồng sâu thẳm và gương mặt nữ tính, cậu thường bị gọi là “Công chúa” hay “Kunoichi”, dù luôn khẳng định “Tớ là con trai”. Chigiri sở hữu tốc độ đáng kinh ngạc, được xem là cầu thủ nhanh nhất Blue Lock, cùng khả năng kiểm soát bóng và sút bóng điêu luyện. Ban đầu là thành viên Đội Z trong Vòng Tuyển chọn Đầu tiên, cậu từng bị kìm hãm bởi chấn thương dây chằng đầu gối (ACL) từ trước, nhưng nhờ sự khích lệ của Isagi, cậu đã vượt qua nỗi sợ để theo đuổi giấc mơ trở thành tiền đạo xuất sắc nhất thế giới. Sau Neo-Egoist League, cậu được chọn vào đội U-20 Nhật Bản tham dự PIFA U-20 World Cup. Từ nhỏ, Chigiri đã tự tin và kiêu ngạo, tự xem mình là “người được chọn” nhờ cơ bắp mạnh mẽ, kỹ thuật bóng đá tuyệt vời và tốc độ vượt trội. Tuy nhiên, chấn thương ACL khiến cậu mất đi sự tự tin, bị bắt nạt bởi anh em Wanima và sợ hãi việc mất đi “bản thân”. Khi đến Blue Lock, cậu ban đầu chỉ muốn tìm lý do để từ bỏ, nhưng sau khi lấy lại bản ngã, cậu trở thành một cầu thủ quyết liệt và ngoan cường trên sân. Ngoài sân, cậu thân thiện, dễ gần, thường trò chuyện với Kunigami hay hợp tác tốt với Reo và Nagi. Cậu chăm chút ngoại hình, đặc biệt là mái tóc, và rất quan tâm đến việc bảo vệ đầu gối bị thương. Tính cách sôi nổi nhưng thực dụng của cậu thể hiện qua những bình luận sắc sảo và quyết tâm nghiền nát đối thủ, như khi vượt qua Zantetsu hay cạnh tranh với Isagi. Về khả năng, Chigiri là một tiền đạo phản công với tốc độ không thể đo lường, có thể chạy 50m trong 5,77 giây, vượt qua cả Oliver Aiku – hậu vệ số 1 của U-20 Nhật Bản. Kỹ năng Rê Bóng Không Phanh (No-Break Dribble) cho phép cậu đẩy bóng về phía trước mà không giảm tốc, trong khi "Áp Lực Tốc Độ Cao" (High-Speed Pressure) giúp gây áp lực phòng ngự. Cậu cũng sở hữu Jungle Jam Run, luồn lách qua khu vực đông đúc để tạo khoảng trống cho đồng đội, và Double Wing Boost, phối hợp tốc độ với Zantetsu để vượt qua hàng thủ. Đỉnh cao là "Báo Đỏ Bắn Tỉa 44°" (44° Red Panther Sniper), kỹ thuật được phát triển dưới sự hướng dẫn của Chris Prince, khi cậu xác định vùng sút lý tưởng (góc 44 độ, cách khung thành 19m), dùng cắt bóng để xâm nhập và tung cú sút chính xác vào góc cao. Dù từng kiệt sức trong trận gặp U-20 Nhật Bản do thiếu thời gian thi đấu trước đó, sự kiên trì và khát vọng đã giúp cậu không ngừng tiến bộ. Chigiri Hyoma, với biệt danh “Báo Đỏ”, là hiện thân của tốc độ, ý chí và sự tái sinh, không chỉ vượt qua giới hạn thể chất mà còn khẳng định bản thân trong thế giới bóng đá khắc nghiệt của Blue Lock.
Kunigami Rensuke (國神 錬介 (Quốc Thần • Luyện Giới))
Lồng tiếng bởi: Ono Yuki
Một trong 300 tiền đạo trẻ xuất sắc của Nhật Bản được mời tham gia vào dự án Blue Lock. Kunigami là một cầu thủ tràn đầy nhiệt huyết thi đấu, mục tiêu chính của cậu là trở thành một "siêu anh hùng" trong giới bóng đá. Trong lần đầu tiên đặt chân đến Blue Lock, Kunigami là một thành viên của Đội Z trong suốt Vòng tuyển chọn đầu tiên. Kunigami được xếp hạng thứ 50 trong số 300 tiền đạo ban đầu được chọn để trở thành một phần của Dự án Blue Lock nhưng sau đó đã bị loại khỏi Blue Lock trong ván đấu cuối cùng của Vòng tuyển chọn thứ hai khi phải chạm trán Shidō Ryūsei. Với chiều cao 1m88, Kunigami có mái tóc cam nhọn và đôi mắt màu hạt dẻ. Ban đầu, cậu có tính cách nghiêm túc, chính trực và luôn tuân thủ nguyên tắc, mong muốn trở thành "siêu anh hùng bóng đá" để truyền cảm hứng cho người khác. Tuy nhiên, sau khi bị loại khỏi Blue Lock và tham gia chương trình "Wild Card", Kunigami trở nên lạnh lùng và tập trung hơn, với lối chơi bóng đá mang tính thống trị và quyết đoán. Kunigami sở hữu thể hình mạnh mẽ, cho phép cậu thực hiện các cú sút uy lực từ khoảng cách xa và tranh chấp bóng hiệu quả. Cậu cũng có khả năng sử dụng cả hai chân, giúp tăng tính linh hoạt trong thi đấu. Sau khi trở lại từ "Wild Card", Kunigami đã cải thiện kỹ năng và thể lực, trở thành một cầu thủ đa năng, có thể thi đấu ở cả vị trí tiền đạo và tiền vệ phòng ngự. Trong quá trình tham gia Blue Lock, Kunigami phát triển mối quan hệ đồng đội với Yoichi Isagi và Hyoma Chigiri. Cậu và Chigiri trở thành bạn thân, thường xuyên tập luyện cùng nhau và hỗ trợ lẫn nhau trong các trận đấu. Mối quan hệ với Isagi cũng tiến triển từ cạnh tranh đến tôn trọng lẫn nhau, khi cả hai cùng chia sẻ mục tiêu trở thành tiền đạo hàng đầu.
Gagamaru Gin (我牙丸 吟 (Ngã Nha Hoàn • Ngâm))
Lồng tiếng bởi: Nakamura Shugo
Một trong 300 tiền đạo trẻ xuất sắc của Nhật Bản được mời tham gia vào dự án Blue Lock. Khi mới đặt chân đến Blue Lock, Gagamaru là một thành viên của Đội Z. Cậu hiện đang xếp hạng thứ 88 trong số 300 tiền đạo ban đầu được chọn để trở thành một phần của Dự án Blue Lock và hiện đang chơi ở vị trí thủ môn cho đội Blue Lock 11 trong trận đấu với tuyển U-20 Nhật Bản.
Là một cầu thủ bóng đá trẻ tuổi, hiện đang tham gia dự án Blue Lock với mục tiêu trở thành tiền đạo xuất sắc nhất thế giới. Ban đầu, cậu thi đấu ở vị trí tiền đạo và là thành viên của Đội Z trong giai đoạn Vòng tuyển chọn Đầu tiên. Tuy nhiên, sau Vòng tuyển chọn Thứ ba, với chiều cao 1m91, phản xạ nhanh nhạy và khả năng linh hoạt, Gagamaru được xác định là thủ môn lý tưởng và chuyển sang đảm nhận vị trí này.
Gagamaru có ngoại hình nổi bật với mái tóc dài màu đen, được buộc gọn gàng, và sau này được nhuộm màu bạc. Cậu cũng có ba vết sẹo trên tai trái do bị gấu tấn công. Tính cách của Gagamaru khá thản nhiên nhưng tự tin; cậu thích giúp đỡ đồng đội và được coi là một cầu thủ đáng tin cậy. Mặc dù có chút lập dị, như việc thích ăn bằng tay và yêu thiên nhiên, Gagamaru luôn nỗ lực hết mình trên sân cỏ. Về kỹ năng, Gagamaru sở hữu "Cơ thể như lò xo" với khả năng kiểm soát cơ thể tuyệt vời, cho phép cậu thực hiện các pha cứu thua và ghi bàn ở những tư thế khó. Phản xạ bùng nổ giúp cậu thực hiện các động tác cuối cùng mà không lãng phí thời gian, như đánh đầu, sút bóng và cản phá. Sự linh hoạt của cậu cho phép di chuyển và xoay người một cách linh hoạt để phản ứng nhanh với bóng.Trong quá trình tham gia Blue Lock, Gagamaru đã thể hiện sự sẵn sàng thích nghi với vai trò mới, từ tiền đạo chuyển sang thủ môn, và luôn tự tin vào khả năng phòng ngự của mình. Hiện tại, cậu đang thi đấu ở vị trí thủ môn cho đội Bastard München của Đức trong giải Neo-Egoist League.

##### Naruhaya Asahi(成早朝日(Thành Tảo • Chiêu Nhật),Naruhaya Asahi?)
Lồng tiếng bởi: Daishi Kajita
Là một tiền đạo trẻ, từng là thành viên của Đội Z trong dự án Blue Lock. Cậu có mái tóc vàng bồng bềnh, lông mày đậm và lông mi dài, tạo nên vẻ ngoài đặc trưng. Mặc dù tính cách vui tươi, Naruhaya được biết đến với sự tốt bụng và trách nhiệm, đặc biệt trong việc hỗ trợ gia đình.Trong chương trình Blue Lock, Naruhaya thể hiện sự nhanh nhẹn và tư duy chiến thuật trên sân cỏ. Cậu tham gia vào quá trình tuyển chọn khắc nghiệt, nỗ lực trở thành tiền đạo xuất sắc nhất thế giới. Trong hành trình này, Naruhaya đã đối mặt với nhiều thử thách, thể hiện sự kiên trì và quyết tâm trong việc theo đuổi đỉnh cao bóng đá. Không may thay, cuối cùng Naruhaya đã bị loại khỏi Blue Lock sau trận đấu 2 chọi 2 với Nagi và Isagi.

##### Kuon Wataru(久遠渉(Cửu Viễn • Độ),Kuon Wataru?)
Lồng tiếng bởi: Masatomo Nakazawa
Là một tiền đạo trẻ, từng là thành viên của Đội Z trong dự án Blue Lock. Với chiều cao 1m85, cậu có mái tóc đen dài ngang vai và đôi mắt sắc sảo. Ban đầu, Kuon được xem là một trong những cầu thủ chủ chốt của Đội Z, đảm nhận vai trò lãnh đạo và lập chiến thuật cho đội. Tuy nhiên, trong quá trình tham gia Vòng Lựa chọn Đầu tiên, Kuon đã phản bội đồng đội bằng cách tiết lộ chiến thuật của Đội Z cho đối thủ, nhằm tăng cơ hội sống sót cá nhân. Hành động này khiến cậu mất lòng tin từ đồng đội và rơi vào tình thế bị cô lập. Dù vậy, trong trận đấu cuối cùng của Vòng Lựa chọn Đầu tiên, chứng kiến sự nỗ lực và tinh thần chiến đấu của đồng đội, Kuon đã từ bỏ lợi ích cá nhân để hỗ trợ Đội Z, góp phần vào chiến thắng quan trọng.
Mối quan hệ giữa Kuon và các thành viên Đội Z, đặc biệt là Yoichi Isagi, trải qua nhiều biến động. Ban đầu, Isagi tôn trọng Kuon vì khả năng nhảy cao và sức bền vượt trội. Sau khi bị phản bội, Isagi vẫn không oán giận Kuon và cố gắng hàn gắn mối quan hệ, điều này đã thúc đẩy Kuon thay đổi và hỗ trợ đội trong thời điểm quyết định. Mặc dù cuối cùng Kuon bị loại ở Vòng tuyển chọn Thứ hai, câu chuyện của cậu là minh chứng cho sự phức tạp trong tâm lý con người và tầm quan trọng của tinh thần đồng đội trong hành trình chinh phục đỉnh cao bóng đá.

##### Igarashi Gurimu(五十嵐栗夢(Ngũ Thập Lam • Cổ Lâm),Igarashi Gurimu?)
Là một cựu ứng viên của Dự án Blue Lock, từng chơi ở vị trí hậu vệ cánh phải cho đội Bastard München của Đức trong Neo-Egoist League. Với thân hình nhỏ nhắn, tóc ngắn, lông mày rậm và đôi mắt đen to tròn, cậu nổi bật với chiếc quần lót in hình trái tim mặc khi ngủ. Khi tham gia Blue Lock, cậu mặc bộ đồ tiêu chuẩn và tracksuit, đồng thời khoác áo số 13 của Đội Z trong Vòng Tuyển chọn Đầu tiên. Dù chỉ xếp hạng 36 vào cuối vòng 5 của Neo-Egoist League và bị loại khỏi dự án, hành trình của cậu tại Blue Lock vẫn để lại nhiều dấu ấn nhờ tinh thần không bỏ cuộc. Igarashi là một chàng trai vụng về, sùng đạo, quyết tâm và cực kỳ thực dụng. Lớn lên trong một ngôi chùa, cậu mơ trở thành cầu thủ bóng đá chuyên nghiệp để thoát khỏi việc làm sư cả đời. Bắt đầu với vị trí thấp nhất tại Blue Lock do thiếu kỹ năng nổi bật, cậu tự nhận “vũ khí” của mình là tinh thần “không bao giờ bỏ cuộc”. Trong Vòng Tuyển chọn Đầu tiên, cậu chỉ có vài khoảnh khắc tỏa sáng, như lao người cản cú sút của Nagi trong trận Đội V gặp Đội Z. Dù vậy, sự kiên cường đã giúp cậu trụ lại lâu hơn dự đoán. Ở Vòng Tuyển chọn Thứ hai, cậu phát triển phong cách “Malicia Style”, di chuyển để dụ đối thủ phạm lỗi, hay còn gọi là “ăn vạ”, giúp đồng đội Ryusei Shido giành chiến thắng trước Reo Mikage và Rensuke Kunigami. Tính cách thực dụng của Igarashi thể hiện rõ qua lối chơi liều lĩnh và sẵn sàng làm mọi cách để ở lại Blue Lock. Trong trò chơi đuổi bắt lúc nhập học, cậu cố sút bóng vào Bachira khi cậu này đang ngủ, rồi dùng Isagi làm “lá chắn” để tránh bị “bắt”. Cậu ít có mối quan hệ thân thiết với các thí sinh khác vì bị xem là phiền phức, nhưng thường trò chuyện với Isagi, người từng bị xếp thứ hai từ dưới lên. Kỹ năng đặc trưng của cậu là Malicia Dribbling, khi cậu cố tình di chuyển để khiến đối thủ phạm lỗi, thậm chí lừa được cả VAR để mang về quả đá phạt. Cậu từng khiến Itoshi Rin bị phạm lỗi hai lần liên tiếp trong trận Bastard München đối đầu PXG, chứng tỏ sự thành thạo trong lối chơi này.

#### Đội V
Nagi Seishirō (凪 誠士郎 (Tĩnh • Thành Sĩ Lang))
Lồng tiếng bởi: Shimazaki Nobunaga
Biệt danh “Thiên Tài Lười Biếng”, là một cựu ứng viên của Dự án Blue Lock và nhân vật chính trong spin-off Blue Lock - Episode Nagi. Cậu từng thi đấu ở vị trí tiền vệ cánh phải cho đội Manshine City của Anh trong Neo-Egoist League. Cao 1m90 với mái tóc trắng bồng bềnh và đôi mắt xám lạnh lùng, Nagi toát lên vẻ lười nhác nhưng đầy cuốn hút. Khi mới đặt chân đến Blue Lock, cậu là thành viên Đội V, được xem là cầu thủ xuất sắc nhất khu vực của mình. Sau trận đấu giữa Blue Lock Eleven và đội U-20 Nhật Bản, cậu vươn lên nhóm đầu của dự án. Thế nhưng, dù từng đánh bại Isagi trong một pha đối đầu và ghi bàn siêu phẩm trước Bastard München, ngọn lửa bản ngã và động lực của Nagi dần lụi tàn, khiến cậu không thể tiến xa hơn và bị loại khỏi top 23 của Neo-Egoist League. Nagi là hiện thân của sự lười biếng và thiếu động lực, nhưng lại sở hữu thiên phú bóng đá vượt trội với phản xạ nhanh như chảo chớp, tốc độ đáng gờm và khả năng nhảy xuất sắc. Ban đầu, cậu chẳng màng đến bóng đá hay giấc mơ trở thành cầu thủ chuyên nghiệp, chỉ muốn sống nhàn nhã với một công việc đủ sống. Sống cô độc trong căn hộ do bố mẹ chu cấp, cậu chỉ bầu bạn với một cây xương rồng và đắm mình trong các trò chơi điện tử, gần như nghiện chiếc điện thoại của mình. Ở trường, cậu không có bạn trước khi gặp Reo Mikage, thường bị đồn thổi hoặc bắt nạt. Cậu thờ ơ với mọi thứ, luôn bị Reo lôi kéo, và xem bóng đá là trò dễ dàng, khinh thường những kẻ yếu kém. Nhưng khi bị thách thức, Nagi bộc lộ sự bùng nổ. Trận thua trước Đội Z ở Vòng Tuyển chọn Đầu tiên đã đánh thức khát vọng trong cậu, khiến cậu chủ động khám phá cảm giác “thất bại” để trở nên mạnh mẽ hơn, đặc biệt với mục tiêu vượt qua Isagi.  Dù lười nhác, Nagi là một cầu thủ đáng gờm với những pha xử lý bóng sáng tạo và khó lường, chỉ có lẽ bị vượt qua bởi Gagamaru về độ độc đáo. Cậu phối hợp ăn ý với Reo và Isagi, nhưng không ngại đối đầu với những kẻ cậu không ưa, như Baro, người từng gọi cậu là “nô lệ của Reo”. Mối quan hệ với Reo trở nên căng thẳng từ Vòng Tuyển chọn Thứ hai do tính chiếm hữu của Reo, nhưng sâu thẳm, Nagi vẫn trân trọng bạn bè. Là một siêu bản ngã, cậu đặt tham vọng và giấc mơ chiến thắng lên trên tất cả, sẵn sàng hy sinh tình bạn để tiến xa hơn.  Kỹ năng của Nagi là sự kết tinh của thiên phú và sự lười biếng đầy nghịch lý. Cậu sở hữu khả năng kiểm soát bóng hoàn hảo, biến những pha bóng khó thành cơ hội với độ chính xác gần như tuyệt đối, từng khiến cả Rin Itoshi bất ngờ với cú Sút Volley Giả thần sầu. Cậu có thể dùng ngực, gót chân hay mép giày để tạo ra những đường chuyền một chạm đầy sáng tạo, như pha lốp bóng qua đầu hàng thủ U-20 Nhật Bản cho Isagi. Khả năng khống chế bóng của cậu là một nghệ thuật, từ việc bắt gọn một chiếc điện thoại rơi giữa không trung đến việc dùng mọi bộ phận cơ thể để biến tình huống nguy cấp thành lợi thế. Cậu có thể khống chế bóng qua vai đối thủ, hút bóng để tạo khoảng trống, hoặc thực hiện cú Sút Khống Chế để ghi bàn dễ như trở bàn tay.  Những pha bóng đỉnh cao của Nagi còn bao gồm Cú Sút Breakdance Xoay Tay, khi cậu giả sút, dùng tay chống đất để xoay người và tung cú volley giữa không trung, hay Chuyền Lốc Xoáy Trên Không, tận dụng đà của đối thủ để xoay người và chuyền bóng tốc độ cao. Cậu cũng sở hữu Nâng Gót Trực Tiếp, khống chế bóng giữa không trung để vượt qua đối thủ, và Xoay Người Tái Hợp, giúp cậu thoát khỏi áp lực của nhiều hậu vệ và khởi động lại nhịp trận đấu. Trong những khoảnh khắc bùng nổ, Nagi đạt Trạng Thái Dòng Chảy, nơi cậu hoàn toàn đắm mình trong trận đấu, tạo ra những siêu phẩm như Cú Sút Volley Giả Năm Phát, một bàn thắng được ca ngợi là “bàn thắng thế kỷ”. Cậu khống chế bóng, giả sút liên tiếp để đánh lừa hậu vệ, rồi tung cú sút khủng khiếp giữa hai hậu vệ và thủ môn, khiến cả sân đấu kinh ngạc. Nagi, với tài năng bẩm sinh và phong cách lười biếng đầy nghịch lý, là một thiên tài bóng đá từng làm rung chuyển Blue Lock, nhưng cũng là nạn nhân của chính sự thiếu động lực, để lại một hành trình đầy tiếc nuối trong thế giới bóng đá khắc nghiệt.
Mikage Reo (御影 玲王 (Ngự Ảnh • Linh Vương))
Lồng tiếng bởi: Uchida Yuma
Người thừa kế tập đoàn Mikage với tài sản khổng lồ trị giá 705,8 tỷ yên (khoảng 5,3 tỷ USD), là một ứng viên nổi bật của Dự án Blue Lock, hiện thi đấu ở vị trí tiền vệ trung tâm cho đội Manshine City của Anh trong Neo-Egoist League. Cao lớn, tóc tím dài ngang cằm và đôi mắt tím sáng, Reo toát lên vẻ ngoài cuốn hút và tinh tế. Trước Blue Lock, cậu là học sinh tại một trường trung học danh giá, nơi cậu gặp người bạn thân đầu tiên, Seishiro Nagi, người được cậu kéo vào bóng đá nhờ tài năng bẩm sinh. Với tất cả mọi thứ trong tầm tay nhờ người cha đứng đầu tập đoàn Mikage, khát vọng duy nhất của Reo là chinh phục Cúp Bóng đá Thế giới. Khi mới đến Blue Lock, Reo là thành viên Đội V, được xem là cầu thủ xuất sắc thứ hai trong khu vực của mình. Cậu đảm nhận vai trò trung vệ trong trận Blue Lock Eleven đối đầu đội U-20 Nhật Bản. Reo là một chàng trai đầy lôi cuốn, thân thiện, sắc sảo và tham vọng. Ở trường, cậu nổi tiếng với hàng tá người hâm mộ nhờ tính cách hướng ngoại và tài năng vượt trội trong học thuật, thể thao lẫn giao tiếp. Là người thừa kế một tập đoàn tỷ đô, cậu sở hữu kỹ năng kinh doanh sắc bén, từng lập đội bóng ở trường chỉ trong vài ngày hay tổ chức “chợ trao đổi thức ăn” tại căng tin Blue Lock để tăng đoàn kết đội. Là chiến lược gia của Đội V, cậu có trí thông minh vượt trội, luôn đứng đầu lớp và có khả năng lập kế hoạch tức thì khi đối mặt với đối thủ mạnh. Dù thân thiện, Reo có phần tự cao, đặt mục tiêu cá nhân lên trên hết, như khi thuyết phục Nagi chơi bóng dù cậu ấy không hứng thú. Lớn lên trong giàu sang, cậu dễ nổi giận khi mọi thứ không như ý, từng bộc lộ sự hung hãn khi phạm lỗi trong trận thua Đội Z ở Vòng Tuyển chọn Đầu tiên. Sự thất bại này, cùng việc Nagi chọn chơi với Isagi ở Vòng Tuyển chọn Thứ hai, khiến Reo sụp đổ, ám ảnh với việc “giành lại” Nagi – người cậu xem là “kho báu”. Sau những khó khăn, cậu nhận ra điểm yếu của mình, từ bỏ sự cố chấp và quyết tâm trở thành tiền đạo xuất sắc nhất, đủ sức thống trị sân cỏ mà không cần dựa vào ai, sánh vai cùng những ngôi sao hàng đầu Blue Lock.  Reo cực kỳ nghiêm túc với bóng đá, tận dụng mọi nguồn lực để nghiên cứu và hoàn thiện kỹ năng. Cậu quan sát tỉ mỉ, phân tích điểm mạnh yếu của từng cầu thủ, thể hiện tư duy chiến thuật sắc bén. Là một tiền đạo đa năng, Reo có thể đảm nhận mọi vai trò mà đội cần, từ sáng tạo cơ hội với Tầm Nhìn Siêu Việt để chuyền bóng chính xác cho Nagi, ghi bàn bằng kỹ thuật học từ đồng đội như cú Sút Xoáy của Yukimiya, đến phòng ngự để khóa chặt mối đe dọa như Ryusei Shido với kỹ thuật của Oliver Aiku. Sau trận gặp U-20 Nhật Bản và thời gian tập luyện với Manshine City, Reo đã tích hợp mọi kỹ năng từ các vị trí thành một phong cách độc đáo, giúp cậu khởi xướng và kết thúc mọi pha bóng. Kỹ năng đặc trưng của Reo là Tắc Kè Hoa, cho phép cậu sao chép kỹ thuật của người khác nhờ chỉ số gần hoàn hảo (99/100) ở mọi khía cạnh: chuyền bóng, sút bóng, rê bóng và kiểm soát bóng. Cậu có thể tái hiện các pha như "Chuyền Dài" của Bachira, "Sút Cự Ly Gần" của Kurona, hay "Phòng Ngự Toàn Diện" của Aiku, dù phiên bản sao chép yếu hơn bản gốc và không thể bắt chước những tài năng thể chất bẩm sinh như tốc độ của Chigiri. Trong "Chế Độ Tấn Công Tắc Kè Hoa", Reo nâng tầm kỹ năng, cướp bóng, đột phá hàng thủ và suýt ghi bàn ngay đầu trận gặp Bastard München. Cậu còn học được "Cú Lốp Bóng" và "Cú Sút Trivela" từ Sae và Rin, hay "Bước Chân Tàng Hình" từ Otoya. Tầm Nhìn Siêu Việt (Metavision) giúp cậu thu thập dữ liệu toàn sân, từ vị trí cầu thủ đến mọi pha bóng, trở thành bộ não chiến thuật không thể thiếu. Reo, với trí tuệ, sự đa năng và khát vọng cháy bỏng, là một ngôi sao đang vươn mình trong Blue Lock, quyết tâm khắc tên mình trên đỉnh cao bóng đá thế giới, không chỉ vì bản thân mà còn để sánh bước cùng những người cậu trân quý.

##### Tsurugi Zantetsu(剣城斬鉄(Trảm Thiết • Kiếm Thành),Tsurugi Zantetsu?)
Là một ứng viên đầy triển vọng trong Dự án Blue Lock, hiện đang thi đấu ở vị trí tiền vệ cánh phải cho đội bóng Paris X Gen của Pháp trong giải Neo-Egoist League. Cậu được biết đến với tốc độ bùng nổ và khả năng sút bóng chân trái mạnh mẽ, là một tiền đạo nhanh nhẹn nhưng đơn giản trong lối suy nghĩ. Điểm nhấn ngoại hình của cậu là cặp kính giả luôn đeo, kể cả khi ra sân thi đấu, tạo nên nét đặc trưng riêng biệt. Khi mới tham gia Blue Lock, cậu là thành viên của Đội V trong Vòng Tuyển chọn Đầu tiên và đã xuất sắc vượt qua Vòng Tuyển chọn Thứ hai, khẳng định vị thế của mình giữa các tài năng trẻ. Dù sở hữu tốc độ đáng kinh ngạc, Zantetsu lại không phải là người sắc sảo về trí tuệ. Cậu thường xuyên dùng sai thành ngữ để cố tỏ ra “ngầu”, nhưng hầu hết đều khiến người khác bật cười, dẫn đến biệt danh “Baka Zantetsu” do Reo và Nagi đặt. Tuy nhiên, cậu vẫn giữ được sự bình tĩnh và kiên định, chỉ mất kiểm soát khi bị gọi là “đồ ngốc”, điều khiến cậu khó chịu vì tin rằng người thông minh thực sự không xúc phạm người khác. Sự thiếu nhạy bén của cậu thể hiện qua việc không hiểu nội dung sách giáo khoa, tính sai tiền vé tàu, hay hiểu nhầm luật chơi trong các vòng tuyển chọn của Blue Lock. Chẳng hạn, cậu từng nghĩ chỉ cần cướp bóng trong bài kiểm tra phòng ký túc xá là đủ, hay phải ghi 10 bàn để đổi điểm lấy “vé ra ngoài” trong Vòng Tuyển chọn Đầu tiên. Dù vậy, Zantetsu là một người cực kỳ quyết tâm, luôn tuân theo phương châm “hoàn thành những gì đã đề ra”. Tìm thấy thế mạnh trong việc chạy nhanh, cậu chọn bóng đá dựa trên trực giác và nuôi giấc mơ trở thành “Gã Ngốc Được Tôn Vinh Nhất Thế Giới”. Các kỹ năng nổi bật của cậu bao gồm Double Wing Boost, phối hợp tốc độ với Chigiri thông qua những đường chuyền ngắn để vượt qua hàng thủ đối phương, và Bullet Train Maglev, tận dụng sức mạnh nước rút để áp đảo đối thủ trong các tình huống tranh chấp bóng. Ngoài ra, cú sút chân trái của cậu vừa mạnh mẽ vừa chính xác, thường được sử dụng sau khi vượt qua hậu vệ để dứt điểm hoặc chuyền vào khu vực cấm địa. Xuất thân từ một gia đình nha sĩ, Zantetsu tự nhận mình là “con cừu đen” vì không thông minh như người thân. Gia đình cậu có phương châm “Dù quên ngày lễ, đừng quên đánh răng”, và cậu luôn tuân thủ thói quen này. Với tinh thần kiên định và tài năng bẩm sinh, Zantetsu đang từng bước tiến gần hơn đến giấc mơ của mình trong thế giới bóng đá khắc nghiệt của Blue Lock.

#### Đội X
Barōu Shōei (馬狼 照英 (Mã Lang • Chiếu Anh))
Lồng tiếng bởi: Suwabe Junichi
Một trong 300 tiền đạo trẻ xuất sắc của Nhật Bản được mời tham gia vào dự án Blue Lock. Barō là một cầu thủ có thể hình cao to với đôi mắt đỏ và mái tóc đen dài đến bả vai mà thường ngày cậu hay vuốt dựng lên. Barō sở hữu thân hình vạm vỡ nhờ chế độ luyện tập khắt khe và cũng nhờ đó, cậu duy trì được nền tảng thể lực rất tốt.  Với quan niệm tự xem bản thân mình là "Nhà vua", Barō khá độc đoán và luôn nghĩ mình trên cơ những người khác. Ban đầu, Barō xem tất cả những tuyển thủ khác trên sân chỉ là "vai phụ" còn bản thân là "vai chính", vì thế mà những người khác phải thi đấu trên sân cỏ để phục vụ cho lợi ích của cậu. Cậu bị ám ảnh bởi việc theo đuổi thứ bóng đá của riêng mình nhưng thực ra lại không thực sự thích hay đam mê môn thể thao này. Động lực thúc đẩy Barō là đối mặt với những cầu thủ khác và thay thế vị trí "vai chính" của họ. Niềm vui có được sau đó là điều mà Barō tin rằng chỉ những kẻ mạnh mới được nếm trải. Sau lần Isagi khiến cậu mất đi "vai chính" (trong suy nghĩ của Barō), Barō đã biến bản thân thành vai "phản diện" với triết lý bóng đá khác biệt. Cậu sẵn sàng nhận vai "phản diện" nếu việc này giúp cậu khôi phục lại "danh dự". Barō đã trưởng thành hơn sau trận đấu đó, sẵn sàng đón nhận khi bị công kích, thậm chí còn hỏi ý kiến của Isagi về môn bóng đá mà cậu ấy muốn chơi. Là một người ám ảnh với nguyên tắc, Barō là một người cầu toàn khi luôn cố kiểm soát được môi trường xung quanh và thói quen của mình. Cậu luôn đảm bảo đồ dùng được sắp xếp một cách trật tự và ngăn nắp, luôn dọn dẹp không gian sống của mình tại Blue Lock, thậm chí sẽ nổi giận với những người không làm giống cậu. Sự ám ảnh của Barō còn hiển hiện trong quá trình tập luyện của cậu, dần dần rèn cho cậu thói cần mẫn và thái độ bình tĩnh. Barō luôn tuân theo những bài tập rèn luyện thể chất đa dạng để duy trì phong độ của mình. Vũ khí chính của Barō trên sân là khả năng sút xa mạnh mẽ và chính xác từ khoảng cách 29 mét, được gọi là "Middle Shot". Cậu cũng thành thạo kỹ thuật "Chop Feints" để đánh lừa đối thủ và sở hữu "Predator Eye" giúp quan sát và khai thác điểm yếu của thủ môn. Những kỹ năng này, kết hợp với thể lực vượt trội, khiến Barō trở thành một tiền đạo nguy hiểm và khó lường.

#### Đội Y
Niko Ikki (二子 一揮 (Nhị Tử • Nhất Huy))
Lồng tiếng bởi: Hanae Natsuki
Một trong 300 tiền đạo trẻ xuất sắc của Nhật Bản được mời tham gia vào dự án Blue Lock. Trong Vòng tuyển chọn đầu tiên, Niko là một trong 11 thành viên của Đội Y. Cậu luôn có ý nghĩ bản thân hoàn toàn có thể vượt qua những thử thách cam go tại Blue Lock với chỉ những kỹ năng mà cậu đã có. Nhưng sau khi thua Isagi Yoichi cũng như Đội Z tại Vòng tuyển chọn đầu tiên, Niko từ bỏ sự sợ hãi và quyết tâm "nâng cấp" bản thân để có thể tiếp tục trụ lại ở Blue Lock. Niko có thân hình thấp và gầy cùng với mái tóc đen xù che cả mắt. Vì chỉ sở hữu thể hình và chiều cao ở mức trung bình nên lối chơi bóng của Niko không thiên về mặt thể chất. Dù mái tóc xù của Niko luôn che đi đôi mắt nhưng điểm mạnh của cậu lại là "đọc vị" và phân tích tình huống bóng trên sân cỏ, giúp cậu có những pha bóng đỉnh cao.

#### Top 3 Tiền đạo (Trước Vòng tuyển chọn thứ ba)
Itoshi Rin (糸師 凛 (Mịch Sư • Lẫm))
Lồng tiếng bởi: Uchiyama Koki
Một trong 300 tiền đạo trẻ xuất sắc của Nhật Bản được mời tham gia vào dự án Blue Lock. Quá khứ của Rin trước khi đến Blue Lock không được đề cập quá nhiều trong truyện. Độc giả chỉ được biết cậu chính là em trai của Itoshi Sae, một tiền vệ thiên tài. Rin được chính Ego Jinpachi đánh giá là cầu thủ xuất sắc nhất trong Blue Lock. Mục tiêu chính của Rin là trở thành tiền đạo xuất sắc nhất thế giới và cậu nhận thấy mình có một nhiệm vụ phải hoàn thành để đạt được mục tiêu đó: đánh bại người anh trai Sae của mình. Trong số 300 tiền đạo ban đầu được chọn ngoài Dự án Blue Lock, Rin là một hình mẫu tiền đạo lý tưởng mà Ego luôn cố gắng tạo ra và do đó, Rin đã trở thành đội trưởng và tiền đạo cắm của đội Blue Lock 11 trong trận đấu với U-20 Nhật Bản. Rin là một thiếu niên cao lớn và mảnh khảnh nhưng lại có nền tảng thể lực cũng như sức tì đè đáng nể. Dù nhỏ tuổi hơn nhưng cậu lại cao hơn nhiều so với Isagi. Cậu có mái tóc đen với phần tóc mái chải lệch về bên phải, đôi mắt màu xanh lam nhạt và hàng lông mi dưới đặc trưng của nhà Itoshi. Về tính cách, Rin là một người lạnh lùng, thẳng thắn và rất nghiêm túc. Cậu cũng rất tự cao tự đại, vì cậu luôn đặt bản thân lên trên hết trong mọi tình huống. Riêng tính cách "tự cao" này đã khiến cậu trở thành ứng cử viên hàng đầu cho "cái tôi" đủ sức giành vị trí độc nhất của Blue Lock. Rin mang trong mình một niềm kiêu hãnh mãnh liệt khi là một tiền đạo và cậu thường mô tả lối đá và lối suy nghĩ của người khác là "hời hợt". Hành vi này bắt nguồn từ sự ganh đua vô cớ với người anh trai Sae, người cũng kiêu ngạo không kém và được xem là một tuyển thủ thiên tài trong giới chuyên nghiệp. Tất cả những nỗ lực mà Rin tạo ra trong bóng đá đều chỉ nhằm đến việc hạ bệ được Sae. Rin gần như tỏ vẻ không tôn trọng bất kỳ ai. Cậu sẽ chỉ chú ý thừa nhận sự hiện diện của cầu thủ hoặc có năng lực như Rin, hoặc có tầm ảnh hưởng gây chú ý làm cậu khó chịu trên sân bóng. Rin gần như không có bạn bè mà chỉ có đối thủ, ngoại trừ Isagi và Bachira có vẻ gần gũi và thân thiết. Vào thời điểm diễn ra trận đấu với tuyển U20 Nhật Bản, cậu bắt đầu thể hiện cảm xúc nhiều hơn và đối xử tốt hơn với những người khác, đặc biệt là Isagi. Rin cũng hoàn toàn tập trung vào bóng đá, đến mức gần như bị ám ảnh. Cậu luôn giữ thói quen rèn luyện mỗi ngày để cải thiện vóc dáng của mình. Cho dù sự kiêu ngạo có chiếm lĩnh tâm trí cậu, bóng đá vẫn mãi là thế giới duy nhất mà cậu thuộc về, để rèn luyện và nâng cấp bản thân trở nên vượt trội hơn. Bởi đơn giản, phiên bản đó của bản thân chính là niềm kiêu hãnh của một kẻ dẫn đầu. Rin hiện đang thi đấu ở vị trí trung phong cho đội Paris X Gen của Pháp trong Neo Egoist League.
Aryu Jūbei (蟻生 十兵衛 (Nghĩ Sinh • Thập Binh Vệ))
Lồng tiếng bởi: Konishi Katsuyuki
Aryu Jyubei là một tiền đạo trẻ tuổi và tài năng trong bộ truyện tranh "Blue Lock". Cậu được biết đến với chiều cao ấn tượng, đứng ở mức 195 cm, là một trong những cầu thủ cao nhất trong Blue Lock. Mái tóc dài màu đen và móng tay sơn đen tạo nên phong cách độc đáo trên sân cỏ. Aryu luôn tìm kiếm sự "sang trọng" trong lối chơi của mình, thể hiện qua kỹ thuật điêu luyện và khả năng kiểm soát bóng xuất sắc. Trong chương trình huấn luyện khắc nghiệt của Blue Lock, Aryu thể hiện sự tự tin và tham vọng trở thành tiền đạo hàng đầu của Nhật Bản. Cậu thường xuyên cạnh tranh với các đồng đội và đối thủ để chứng tỏ khả năng của mình. Mặc dù có vẻ ngoài lạnh lùng, Aryu thực sự quan tâm đến sự phát triển của bản thân và luôn nỗ lực hoàn thiện kỹ năng. Sự kết hợp giữa thể hình vượt trội, kỹ thuật cá nhân và tinh thần cạnh tranh cao giúp Aryu trở thành một trong những ứng viên sáng giá trong dự án Blue Lock, hướng tới mục tiêu tạo ra tiền đạo xuất sắc nhất cho đội tuyển quốc gia Nhật Bản.
Tokimitsu Aoshi (時光 青志 (Thời Quang • Thanh Chí))
Lồng tiếng bởi: Shinnosuke Tachibana
Tokimitsu Aoshi là một cầu thủ thuộc dự án Blue Lock. Cậu là tiền vệ trung tâm và hiện thi đấu cho câu lạc bộ Paris X Gen của Pháp trong Neo Egoist League. Trước đó, Tokimitsu từng tham gia dự án Blue Lock, đạt hạng 3 trong Vòng Tuyển Chọn Thứ Hai và nằm trong số những cầu thủ xuất sắc cuối cùng. Về ngoại hình, Tokimitsu cao 183 cm, sở hữu thân hình vạm vỡ, tóc ngắn màu nâu và đôi mắt xanh lá lớn. Cậu thường có dáng vẻ khom lưng hoặc co người lại, thể hiện sự nhút nhát.
Tokimitsu có tính cách rụt rè và thiếu tự tin, hay lo lắng trong thi đấu. Tuy vậy, khi có cơ hội ghi bàn, cậu có thể tạm gác sự lo âu và phát huy khả năng. Ngoài ra, Tokimitsu còn được biết đến như một “mọt sách bóng đá”, am hiểu về các cầu thủ khác. Về kỹ năng, Tokimitsu nổi bật với thể lực bền bỉ, sức mạnh cơ bắp và khả năng tăng tốc nhanh, giúp cậu trở thành một cầu thủ nguy hiểm trong các pha tranh chấp và bứt tốc.

#### Top 6 Tiền đạo xuất sắc nhất Blue Lock (Từ Vòng tuyển chọn thứ ba)
Shidō Ryūsei ( 世道  龍聖 (Sĩ Đạo • Long Thánh))
Lồng tiếng bởi: Nakamura Yuichi
Một trong 300 tiền đạo trẻ xuất sắc của Nhật Bản được mời tham gia vào dự án Blue Lock. Shidō là hình mẫu tiền đạo lý tưởng mà Ego nỗ lực tạo ra nhưng do thái độ thi đấu gắt gỏng, ưa thích bạo lực và thường xuyên gây gổ, cậu đã bị cả Blue Lock 11 và U-20 Nhật Bản phớt lờ và chỉ cho ngồi ghế dự bị. Cậu không nằm trong đội hình xuất phát của tuyển U-20 Nhật Bản trong trận đấu với Blue Lock 11 nhưng đã được thay vào chơi ở vị trí tiền đạo. Shidō là một cậu trai cao ráo có làn da rám nắng với mái tóc vàng óng và hai lọn tóc buông xuống hai bên mặt. Cậu có tròng mắt màu hồng với đồng tử trắng trông giống như mèo. Chiều cao và thể hình của cậu tương đồng với Itoshi Rin. Shidō rất hay thể hiện biểu cảm trên mặt và thường được nhìn thấy khi đang cười hoặc nhếch miệng giễu cợt. Shidō Ryūsei có tính cách lập dị, thường có các hành vi tấn công thể chất. Cậu chỉ thấy hứng thú khi chơi bóng với những cầu thủ có lối chơi lôi cuốn. Shidō sẽ cảm thấy nhàm chán nếu mọi người không thể khiến cậu ta "bùng nổ" hoặc không thể tự mình "bùng nổ". Tuy vậy, Shidō dường như đã loại bỏ được những cảm xúc tiêu cực trước đây khi được Itoshi Sae giải thoát khỏi việc bị giam giữ sau khi tấn công Rin. Sae đề nghị Shidou tham gia chơi bóng thật "điên cuồng" và cậu được phép hành động theo cách riêng tuỳ ý muốn miễn là vì lợi ích của Sae. Khi được thả khỏi Blue Lock dưới sự giám sát của Sae, Shidō thậm chí còn bộc lộ tính bạo lực nhiều hơn và gây ra nhiều cuộc cãi vã với các thành viên của U-20 Nhật Bản, đặc biệt là át chủ bài của họ, Sendō Shuto, người ban đầu không thể hiện sự tôn trọng với Sae. Mặc dù Shidō ưa thích bạo lực nhưng cậu vẫn biết khi nào nên công nhận ai đó về kỹ năng của họ, điển hình là lời khen ngợi dành cho Isagi Yoichi vì đã chơi "hay nhất" trong ván đấu đầu tiên của Vòng tuyển chọn thứ ba, trong khi Rin thì tức tối vì cho rằng Isagi đã đánh cắp bàn thắng từ mình.
Bật mí thêm một chút về thói quen mỗi sáng của Shidō là khoả thân ra ban công và tận hưởng ánh nắng chiếu vào mình.
Karasu Tabito (烏 旅人 (Ô Lữ • Nhân))
Lồng tiếng bởi: Makoto Furukawa
Là một tiền vệ phòng ngự trẻ tuổi, Karasu là một trong những ứng viên hàng đầu của dự án Blue Lock, từng xếp hạng 3 trong Vòng tuyển chọn Thứ ba và đảm nhận vị trí tiền vệ phòng ngự trong trận đấu giữa Blue Lock Eleven và đội U-20 Nhật Bản. Với chiều cao 1m83, Karasu có mái tóc màu tím đậm và đôi mắt xanh lam, cùng một nốt ruồi dưới mắt trái. Cậu được biết đến với khả năng phân tích trận đấu xuất sắc, giúp cân bằng giữa tấn công và phòng ngự. Kỹ thuật kiểm soát bóng và các động tác giả của Karasu cho phép cậu vượt qua nhiều đối thủ trên sân. Trong quá trình tham gia Blue Lock, Karasu đã thể hiện tinh thần thi đấu mạnh mẽ và khả năng lãnh đạo, góp phần quan trọng vào thành công của đội. Hiện tại, cậu tiếp tục phát triển sự nghiệp tại Paris X Gen, được kỳ vọng sẽ trở thành một trong những tiền vệ hàng đầu thế giới. Karasu hiện đang thi đấu cho đội Paris X Gen của Pháp trong giải Neo Egoist League.
Otoya Eita (乙夜 影汰 (Ất Tai • Ảnh Thải))
Lồng tiếng bởi: Kengo Kawanishi
Là một tiền đạo trẻ tuổi, hiện đang thi đấu ở vị trí cánh phải cho câu lạc bộ FC Barcha của Tây Ban Nha trong giải Neo Egoist League. Trước đó, cậu là một trong những ứng viên hàng đầu của dự án Blue Lock, từng xếp hạng 4 trong Vòng tuyển chọn Thứ ba và đảm nhận vị trí cánh phải cũng như hậu vệ phải trong trận đấu giữa Blue Lock Eleven và đội U-20 Nhật Bản. Với chiều cao 1m77, Otoya có mái tóc trắng với một lọn màu xanh lá cây đậm ở giữa, cùng đôi mắt màu xanh lá cây. Cậu được biết đến với tốc độ nhanh nhẹn và khả năng di chuyển không bóng xuất sắc, giúp cậu dễ dàng thoát khỏi sự kèm cặp của đối thủ. Kỹ thuật "Di chuyển như ninja" của Otoya cho phép cậu lẻn vào khoảng trống và tạo ra cơ hội tấn công hiệu quả.
Trong quá trình tham gia Blue Lock, Otoya đã phát triển mối quan hệ đồng đội với Tabito Karasu. Ban đầu, cả hai có ấn tượng không tốt về nhau, nhưng dần dần họ trở nên hiểu và tôn trọng lẫn nhau, tạo nên sự phối hợp ăn ý trên sân cỏ.
Yukimiya Ken'yu (雪宮 剣優 (Tuyết Cung • Kiếm Ưu))
Lồng tiếng bởi: Takuya Eguchi
Là một trong những cầu thủ tham gia dự án Blue Lock, một chương trình huấn luyện để tạo ra tiền đạo vị kỷ và xuất sắc nhất thế giới. Cậu hiện đang chơi ở vị trí hậu vệ trái cho câu lạc bộ Bastard München của Đức trong giải đấu Neo Egoist League. Yukimiya là một cầu thủ có kỹ thuật cao, đặc biệt là khả năng dẫn bóng và qua người. Cậu tự tin vào khả năng của mình trong những cuộc đối đầu một đối một, và được mệnh danh là "Hoàng đế một đối một". Cậu cũng có một cú sút xoáy đặc biệt gọi là Gyro Shot (tạm dịch: Cú Sút Siêu Xoáy), có thể thay đổi hướng bay của bóng khiến cho thủ môn khó bắt được.
Yukimiya còn có một tính cách rất quyết tâm và kiên cường, bởi vì cậu bị mắc một căn bệnh về mắt gọi là thoái hóa thần kinh thị giác, khiến cho tầm nhìn của cậu ngày càng suy giảm. Cậu quyết tâm trở thành tiền đạo số một thế giới trước khi không thể chơi bóng nữa. Cậu cũng là một người bạn tốt và có khí chất lãnh đạo, được nhiều người yêu quý và kính trọng.

#### Nhân vật tham gia điều hành tại Blue Lock
Ego Jinpachi (絵心 甚八 (Hội Tâm • Thậm Bát))
Lồng tiếng bởi: Kamiya Hiroshi
Vị huấn luyện viên đặc biệt do Teieri Anri lựa chọn để dẫn dắt Dự án Blue Lock. Ego là một người đàn ông gầy gò, xanh xao. Anh thường mặc một bộ quần áo màu đen, quần jean đen có thắt lưng và áo sơ mi đen có tua ở cổ. Thoạt nhìn, Ego được miêu tả là một con người đầy tham vọng và có tự tin quá mức. Bên dưới tham vọng đó, là một thứ gì đó nham hiểm hơn luôn ẩn hiện bên trong anh. Ego luôn đặt "cái tôi" vào trọng tâm lời nói của mình vì anh được thể hiện là một người đàn ông cực kỳ tự cao và có một cái tôi rất lớn, vì anh coi tinh thần đồng đội và đặt đồng đội của mình lên trước bản thân tương đương với "thứ hạng tầm thường".  Tuy nhiên, đó cũng là những đặc điểm tích cực của Ego, vì cùng với tham vọng, anh còn đặt sự thiếu khéo léo và lòng tự ái ở ranh giới và coi cuộc sống như một cách để tìm kiếm những nhu cầu ích kỷ, ngay cả khi bắt người khác phải trả giá.
Teieri Anri (帝襟 アンリ (Đế Khâm • An Lý))
Lồng tiếng bởi: Yukimura Eri
Là thành viên mới của Liên đoàn bóng đá Nhật Bản JFU. Một thời gian sau thất bại của Đội tuyển quốc gia Nhật Bản tại World Cup 2018, chính Anri là người đề xuất với ban điều hành của Liên đoàn bóng đá Nhật Bản một kế hoạch đột phá "đầy hứa hẹn" sẽ giúp Nhật Bản thành công vô địch World Cup. Cô có mái tóc nâu dài đến cổ, được thắt thành hai bím hai bên ở phía sau với phần tóc mái vuông buông xõa bên trái và đôi mắt màu nâu sô cô la. Cô thường mặc trang phục giống như một nữ thư ký nhưng trong các trang bìa và trang màu minh hoạ trên Tuần san Shonen Magazine, Anri được minh hoạ đang mặc những bộ trang phục thiếu vải hơn để khoe thân hình.

#### Các thành viên tuyển U-20 Nhật Bản
Itoshi Sae (糸師 冴 (Mịch Sư • Ngà))
Lồng tiếng bởi: Sakurai Takahiro
Là một cầu thủ bóng đá thiên tài người Nhật, được biết đến rộng rãi như là cầu thủ trẻ xuất sắc nhất đất nước. Anh là anh trai của Itoshi Rin và từng là thành viên của đội U-20 Nhật Bản cũng như đội trẻ Re Al ở Tây Ban Nha. Ngoài ra, Sae còn nằm trong danh sách New Generation World XI – một nhóm bao gồm những tài năng trẻ triển vọng nhất thế giới. Sae được xem là “Quốc Bảo” của bóng đá Nhật Bản, sở hữu năng lực và kỹ thuật vượt trội từ rất sớm. Anh từng được gọi là “thần đồng” và được xem là biểu tượng cho tương lai của bóng đá nước nhà. Trước khi gia nhập đội trẻ Re Al, mục tiêu ban đầu của Sae là trở thành tiền đạo xuất sắc nhất thế giới. Tuy nhiên, sau khi sang Tây Ban Nha và tham gia trải nghiệm môi trường bóng đá chuyên nghiệp tại châu Âu, anh nhận ra sự yếu kém trong bóng đá Nhật Bản và quyết định thay đổi lý tưởng: chuyển hướng sang trở thành tiền vệ tấn công xuất sắc nhất thế giới. Một chi tiết đáng chú ý là việc Sae trở lại Nhật Bản vốn chỉ nhằm mục đích gia hạn hộ chiếu. Tuy nhiên, khi tình cờ nghe đến Dự án Blue Lock, anh quyết định ở lại để quan sát và tham gia. Sae sau đó đồng ý gia nhập đội tuyển U-20 Nhật Bản trong vai trò tạm thời, đảm nhiệm vị trí tiền vệ tổ chức tấn công trong trận đấu then chốt với Blue Lock Eleven, một trận cầu mang tính chất sống còn để quyết định xem liệu các cầu thủ trẻ trong đội U-20 có xứng đáng tiếp tục đại diện cho quốc gia hay không. Với ngoại hình nổi bật cùng mái tóc màu đỏ tía (trong manga là nâu đỏ), Sae được mô tả là một thanh niên cao ráo, ánh mắt lạnh lùng và phong thái điềm tĩnh. Dù thường biểu lộ thái độ kiêu ngạo, Sae là người có kỷ luật và tôn trọng vai trò của mình trong đội bóng. Anh không ngần ngại hỗ trợ các đồng đội bằng những đường chuyền chính xác, và chỉ ghi bàn khi cần thiết.  Tính cách của Sae được định hình bởi tham vọng mạnh mẽ. Anh luôn giữ thái độ nghiêm túc, đôi khi đến mức lạnh lùng và tàn nhẫn. Sae có xu hướng xem thường bóng đá Nhật và những người chơi trong nước, thể hiện mong muốn được thi đấu ở môi trường đỉnh cao như châu Âu. Tuy nhiên, qua thời gian và đặc biệt là sau trận đấu với Blue Lock, nhân cách của anh bắt đầu có sự chuyển biến rõ rệt. Anh thừa nhận sai lầm trong cách nhìn nhận bóng đá Nhật Bản và mở lòng hơn với những người xung quanh, đặc biệt là em trai Rin.  Về kỹ thuật thi đấu, Sae sở hữu một loạt kỹ năng vượt trội từ chuyền bóng, dứt điểm, đến rê bóng và quan sát chiến thuật. Anh nổi bật với khả năng "Metavision" – thị giác vượt trội giúp phân tích và đọc trận đấu theo thời gian thực. Các kỹ năng như Trivela, Nutmeg, Rabona hay những đường chuyền siêu tốc đều nằm trong tầm kiểm soát hoàn hảo của anh. Dù thi đấu ở vị trí tiền vệ, Sae có khả năng tác động đến toàn bộ cục diện trận đấu, trở thành trục xoay chiến thuật trong bất kỳ đội hình nào.
Oliver Aiku (オリヴァ・愛空 (Áo Lợi Phu・Ái Không))
Lồng tiếng bởi: Satoshi Hino
Là một thành viên ưu tú của đội tuyển U-20 Nhật Bản với vai trò là một hậu vệ. Khi còn trẻ,Aiku đã bộc lộ được tài năng chơi đá bóng của mình và luôn cố gắng với mục tiêu được trở thành tiền đạo số một thế giới. Thế nhưng, giấc mơ đó đã hoàn toàn khép lại khi anh cảm nhận được sự hiện diện của mình trên sân cỏ với người khác - như những bông hoa giống hệt nhau,các tiền đạo đều được đào tạo với lối chơi "vì ai đó" , không được chơi kiểu bóng đá của riêng mình đã làm anh thấy chúng thật tẻ nhạt. Vậy nên, Aiku đã thay đổi giấc mơ- trở thành hậu vệ số một thế giới, với khuynh hướng sẽ tự tay đánh bại các tiền đạo, và triết lý tạo nên sự khác biệt để đóa hoa của mình bừng nở vì chính bản thân. Sau đó, anh đã tham gia trận đấu với Blue Lock, nhận ra được rằng blue lock chính là nơi các thành viên bộc lộ được lối chơi và mục đích cá nhân nhất, không triết lý "vì ai đó" mà chính là mầm non đang dần hé nở thành những đóa hoa khác biệt của riêng mình.

###### Sendō Shūto(閃堂秋人(Thiểm Đường ・Thâu Nhân),Sendō Shūto?)
Lồng tiếng bởi: Akihisa Wakayama
Cậu từng là tiền đạo chủ lực và đội trưởng của đội tuyển U-20 Nhật Bản. Sau trận đấu với đội Blue Lock Eleven, cậu gia nhập dự án Blue Lock và hiện đang thi đấu cho câu lạc bộ Ubers trong Neo Egoist League. Sendo có ngoại hình cao lớn, với mái tóc ngắn màu hồng cá hồi và đôi mắt đỏ. Cậu là người tự tin, đôi khi kiêu ngạo, và không ngần ngại đáp trả những ai khiến mình khó chịu. Đồng thời, Sendo sở hữu niềm đam mê mãnh liệt với bóng đá và luôn khao khát trở thành tiền đạo hàng đầu.
Trên sân, Sendo nổi bật với khả năng dứt điểm mạnh mẽ, tinh thần thi đấu quyết liệt và khả năng lãnh đạo tốt. Cậu được xem là một trong những tiền đạo tài năng của thế hệ trẻ bóng đá Nhật Bản.

### Các tuyển thủ U-20 quốc tế tham dự Neo-Egoist League

#### Top 11 cầu thủ xuất sắc nhất thế giới thế hệ mới

###### Michael Kaiser(ミヒャエル・カイザー(Mễ Khắc Nhĩ ・Khải Tát),Mihyaeru Kaizā?)
Lồng tiếng bởi: Mamoru Miyano
Là một tiền đạo trẻ người Đức, được mệnh danh là "Thiên tài người Đức" và "Hoa hồng xanh". Anh là cầu thủ chủ lực của đội Bastard München trong giải Neo Egoist League và nằm trong "Đội hình Thế hệ Mới XI". Với chiều cao 1m86, mái tóc vàng xen lẫn lọn xanh và hình xăm hoa hồng xanh trên cổ và cánh tay trái, Kaiser thể hiện phong cách độc đáo. Tính cách anh kiêu ngạo, tự tin, coi mình là ngôi sao chính và xem người khác như diễn viên phụ, nhưng vẫn tôn trọng những người có năng lực vượt trội như Noel Noa. Kaiser nổi bật với khả năng dứt điểm chính xác, tầm nhìn toàn diện và tốc độ sút bóng nhanh. Kỹ thuật đặc trưng "Kaiser Impact" giúp anh ghi những bàn thắng ấn tượng.Mối quan hệ giữa Kaiser và Yoichi Isagi khá căng thẳng; Isagi coi Kaiser là đối thủ cần vượt qua, trong khi Kaiser xem Isagi như thách thức để chinh phục. Dù không ưa Noel Noa, Kaiser vẫn tuân thủ chỉ đạo của anh, nhận thức được tầm quan trọng của Noa trong đội.
Kaiser trải qua tuổi thơ trong gia đình không hạnh phúc, với cha nghiện rượu và mẹ bỏ rơi gia đình sau khi anh chào đời. Những trải nghiệm này hình thành tính cách kiên cường và quyết tâm theo đuổi sự hoàn hảo trong bóng đá của anh.Là cầu thủ chủ lực của Bastard München, Kaiser thể hiện khả năng ghi bàn xuất sắc và đóng góp quan trọng vào lối chơi tấn công của đội, được đánh giá cao trong giới bóng đá chuyên nghiệp và là một trong những tài năng trẻ triển vọng nhất thế giới.

###### Don Lorenzo(ドン・ロレンゾ(Lạc・Luân Tả),Don Rorenzo?)
Là một hậu vệ trẻ người Ý, được mệnh danh là "Kẻ Ăn Át Chủ Bài" và "Zombie". Anh thi đấu cho đội Ubers trong giải Neo Egoist League và là thành viên của "Đội hình Thế hệ Mới XI". Lorenzo có chiều cao và vóc dáng mảnh khảnh, với mái tóc bù xù và hàm răng vàng đặc trưng. Anh còn có hình xăm miệng bao quanh bởi lửa ở sau gáy. Tính cách của Lorenzo bị ám ảnh bởi tiền bạc, thường đánh giá giá trị của người khác dựa trên tài sản. Về kỹ năng, Lorenzo là một hậu vệ xuất sắc với khả năng chuyển đổi linh hoạt giữa phòng ngự và tấn công. Anh có kỹ thuật điêu luyện, khả năng đọc trận đấu tốt và thể lực bền bỉ, giúp anh kiểm soát trận đấu hiệu quả. Trong trận đấu giữa Bastard München và Ubers, Lorenzo đã thể hiện khả năng phòng ngự xuất sắc khi ngăn chặn các pha tấn công của Michael Kaiser và Yoichi Isagi. Anh cũng đóng vai trò quan trọng trong việc xây dựng lối chơi tấn công của Ubers, thể hiện sự đa năng và tầm quan trọng trong đội hình.

###### Charles Chevalier(シャルル・シュヴァリエ(Hạ Nhĩ・Tạ Oa Lệ Da),Sharuru Shubarie?)
Charles Chevalier là một tiền vệ trẻ người Pháp, thi đấu cho đội Paris X Gen trong giải Neo Egoist League. Cậu được mệnh danh là "Trái tim của PXG" nhờ kỹ năng chuyền bóng xuất sắc, hỗ trợ hiệu quả cho lối chơi của các đồng đội như Itoshi Rin và Shidou Ryusei. Với chiều cao 1m74, mái tóc vàng và đôi mắt vàng nhạt, Charles có ngoại hình nổi bật. Tính cách của cậu được miêu tả là trẻ con và thiếu tôn trọng, thể hiện qua việc cố gắng lẩn tránh các buổi huấn luyện và không lắng nghe chỉ đạo từ huấn luyện viên Julian Loki. Về kỹ năng, Charles sở hữu khả năng chuyền bóng chính xác và tốc độ cao, điều chỉnh lối chơi để hỗ trợ các tiền đạo như Rin và Shido. Cậu được huấn luyện để trở thành người chuyền bóng cho Julian Loki, nhằm cùng nhau đạt đến đỉnh cao trong sự nghiệp bóng đá. Trong các trận đấu, Charles thể hiện sự táo bạo với những đường chuyền mạo hiểm, góp phần tạo nên các pha tấn công nguy hiểm cho đội nhà. Khả năng di chuyển không bóng và tầm nhìn chiến thuật của cậu giúp kiểm soát trận đấu và tạo cơ hội ghi bàn cho đồng đội.

#### Top 5 cầu thủ chuyên nghiệp hàng đầu thế giới

##### Noel Noa(ノエル・ノア(Nặc Ai Nhĩ・Nặc Á),Noeru Noa?)
Noel Noa là một nhân vật trong Blue Lock được mệnh danh là tiền đạo xuất sắc nhất thế giới. Anh mang quốc tịch Pháp và hiện đang thi đấu cho đội tuyển quốc gia Pháp cũng như câu lạc bộ Bastard München tại Đức. Noa sở hữu chiều cao ấn tượng, vóc dáng cơ bắp, mái tóc trắng và đôi mắt vàng sắc lạnh. Khi thi đấu cho đội tuyển quốc gia Pháp, anh mang áo số 9 với trang phục sọc xanh đỏ, quần trắng và tất đỏ. Trong màu áo Bastard München, anh cũng mặc áo số 9 với bộ trang phục đen, đỏ và vàng.
Anh nổi tiếng với khả năng dứt điểm toàn diện, thể lực vượt trội và tư duy chiến thuật sắc bén. Noa có thể sử dụng thành thạo cả hai chân, cho phép anh ghi bàn từ mọi vị trí và xử lý bóng với độ chính xác tuyệt đối. Anh được xem là hình mẫu hoàn hảo của một cầu thủ toàn năng, hội tụ đầy đủ sức mạnh, tốc độ, kỹ thuật và bản lĩnh. Trong giai đoạn Neo Egoist League, Noa đóng vai trò là huấn luyện viên kiêm hình mẫu cho đội Bastard München. Anh là người trực tiếp hướng dẫn, thử thách và đặt ra tiêu chuẩn cho các cầu thủ trẻ của Blue Lock. Sự xuất hiện của anh không chỉ giúp họ rèn luyện kỹ năng mà còn truyền cảm hứng về tinh thần chiến đấu, sự tự tin và khát vọng vươn lên đỉnh cao.
Noel Noa được xây dựng như biểu tượng của sự hoàn hảo và là đích đến của mọi cầu thủ trong Blue Lock. Anh đại diện cho tinh thần “cái tôi” mà Jinpachi Ego theo đuổi — một cá nhân đủ mạnh mẽ và bản lĩnh để làm trung tâm của cả trận đấu, người có thể tự mình xoay chuyển tình thế. Dù lạnh lùng và nghiêm khắc, anh luôn hướng tới việc thúc đẩy cầu thủ trẻ vượt qua giới hạn và phát triển thành những phiên bản tốt nhất của chính họ.
Tính cách của Noel Noa được khắc họa qua sự điềm tĩnh, lý trí và tập trung tuyệt đối vào chiến thắng. Anh không bao giờ thỏa hiệp với sự yếu đuối hay do dự và luôn đòi hỏi sự quyết liệt trong từng hành động. Hình ảnh của Noel Noa trong Blue Lock không chỉ là hình mẫu cho những cầu thủ trẻ hướng tới, mà còn là minh chứng cho lý tưởng: vinh quang chỉ thuộc về những ai đủ khả năng gánh vác áp lực, giữ vững cái tôi và dám trở thành tâm điểm của sân cỏ.

##### Chris Prince(クリス・プリンス(Khắc Lý Tư・Phổ Lâm Tư),Kurisu Purinsu?)
Chris Prince là một cầu thủ bóng đá chuyên nghiệp người Anh, được mệnh danh là tiền đạo số một của nước Anh trong vũ trụ Blue Lock. Anh là huấn luyện viên và hình mẫu dẫn dắt câu lạc bộ Manshine City trong Neo Egoist League - một trong bốn đội bóng nơi các cầu thủ Blue Lock thi đấu và học hỏi. Chris Prince có ngoại hình mạnh mẽ với mái tóc vàng, làn da rám nắng và cơ thể săn chắc với cơ bụng nổi rõ, biểu tượng cho phong cách sống "body first" mà anh theo đuổi. Anh luôn chú trọng tập luyện thể hình, coi việc rèn luyện cơ thể là nền tảng để đạt được đỉnh cao phong độ thi đấu.
Trong thi đấu, Chris Prince nổi bật với sự linh hoạt, tốc độ và khả năng phối hợp nhanh nhạy, đồng thời sở hữu kỹ thuật dứt điểm sắc bén và khả năng tạo đột biến từ mọi vị trí trên sân. Anh cũng có tư duy chiến thuật nhanh nhạy, biết cách quan sát và tận dụng sai sót của đối phương để xoay chuyển thế trận. Lối sống và triết lý của Chris Prince được gói gọn trong phương châm "Cơ thể là vũ khí mạnh nhất." Anh khuyến khích các cầu thủ không chỉ rèn luyện kỹ năng mà còn phải đầu tư chăm sóc và phát triển cơ thể để đạt hiệu quả cao nhất trong mọi tình huống. Điều này giúp hình thành một tinh thần thi đấu kỷ luật, khắt khe và luôn sẵn sàng vượt giới hạn bản thân.
Trong Neo Egoist League, Chris Prince là hình mẫu tiêu biểu cho sự cân bằng giữa thể chất và tinh thần thi đấu. Anh thử thách các cầu thủ Blue Lock, yêu cầu họ không chỉ bộc lộ tham vọng cá nhân mà còn phải biết kiểm soát, tối ưu hóa mọi khía cạnh để vươn tới đỉnh cao. Sự hiện diện của Chris Prince không chỉ mang tính biểu tượng mà còn là tấm gương sống cho sự nỗ lực không ngừng nghỉ, khát khao hoàn thiện bản thân và niềm tin rằng, để làm chủ sân cỏ, trước hết phải làm chủ chính cơ thể mình.

##### Marc Snuffy(マルク・スナッフィー(Mã Khắc・Tư Nạp Phỉ),Maruku Sunaffī?)
Marc Snuffy là một cầu thủ bóng đá chuyên nghiệp người Ý và là huấn luyện viên kiêm hình mẫu dẫn dắt câu lạc bộ Ubers trong Neo Egoist League - một trong bốn đội bóng nơi các cầu thủ Blue Lock thi đấu và phát triển. Anh được biết đến với biệt danh "nhà tư bản bóng đá" nhờ triết lý thi đấu độc đáo và cách nhìn nhận bóng đá như một hệ thống đầu tư và vận hành doanh nghiệp. Snuffy có ngoại hình cao lớn, mái tóc nâu rối và bộ râu ria. Phong thái của anh điềm tĩnh nhưng đầy tự tin, mang dáng vẻ của một người từng trải và thấu hiểu quy luật cạnh tranh trong bóng đá đỉnh cao.
Về phong cách thi đấu và tư duy chiến thuật, Marc Snuffy xây dựng lối chơi của Ubers dựa trên sự kỷ luật, tính tổ chức chặt chẽ và khả năng vận hành tập thể như một "cỗ máy hoàn hảo". Anh đề cao triết lý "đồng đội là vốn, cá nhân là lợi nhuận" - nghĩa là mỗi cầu thủ phải biết kết hợp bản thân với sức mạnh của toàn đội để tối đa hóa hiệu quả chung, từ đó tìm kiếm thành công cá nhân.Snuffy cũng nổi bật với khả năng biến mọi trận đấu thành một cuộc đầu tư: từng pha di chuyển, từng đường chuyền và từng cơ hội đều được tính toán như những khoản đầu tư mạo hiểm. Những cầu thủ biết cân nhắc và lựa chọn đúng thời điểm sẽ "sinh lời" và đạt được vinh quang, trong khi những người sai lầm sẽ bị loại bỏ như thất bại trong kinh doanh.
Trong Neo Egoist League, Marc Snuffy không chỉ hướng dẫn các cầu thủ trẻ về kỹ năng và chiến thuật mà còn truyền dạy họ tư duy thực tế, sự kiên nhẫn và khả năng suy nghĩ như một nhà lãnh đạo. Dưới sự dẫn dắt của Snuffy, đội Ubers trở thành đội bóng mang phong cách thi đấu kiên cường, thực dụng và tính toán kỹ lưỡng, nơi từng cá nhân phải biết dung hòa cái tôi với lợi ích tập thể để có thể tồn tại và phát triển. Nhân vật Marc Snuffy tượng trưng cho một tư duy bóng đá hiện đại - nơi thành công không chỉ đến từ tài năng mà còn từ sự hiểu biết, tính kỷ luật và khả năng vận dụng chiến lược như một doanh nhân thành đạt.

##### Lavinho(ラヴィーニョ(Lạp Vi Ni Áo),Ravīnyo?)
Lavinho là một cầu thủ bóng đá chuyên nghiệp người Brazil và là huấn luyện viên kiêm hình mẫu dẫn dắt câu lạc bộ FC Barcha trong Neo Egoist League - một trong bốn đội bóng nơi các cầu thủ Blue Lock thi đấu và học hỏi. Anh được mệnh danh là "Vua kỹ thuật" và nổi tiếng với lối chơi tự do, sáng tạo và đầy ngẫu hứng. Lavinho có ngoại hình cao, dáng người mảnh mai, làn da rám nắng và mái tóc nâu vàng bồng bềnh. Phong thái của anh luôn tươi cười, phóng khoáng và mang tinh thần lạc quan, cởi mở - đặc trưng của phong cách bóng đá Nam Mỹ.
Trong thi đấu, Lavinho nổi bật với kỹ năng đi bóng tinh tế, khả năng xử lý bóng trong không gian hẹp và sự linh hoạt trong di chuyển. Anh tin rằng bóng đá là nghệ thuật và cầu thủ giỏi nhất là người biết biến sân cỏ thành sân khấu biểu diễn, nơi mỗi pha xử lý đều mang tính sáng tạo và khác biệt. Triết lý của Lavinho là "Bóng đá là tự do." Anh khuyến khích các cầu thủ giải phóng bản thân khỏi những ràng buộc chiến thuật cứng nhắc, phát huy trí tưởng tượng và tìm ra cách ghi bàn theo phong cách riêng. Dưới sự dẫn dắt của Lavinho, các cầu thủ của FC Barcha được khuyến khích phát triển sự sáng tạo cá nhân, nhưng đồng thời phải học cách biến sự ngẫu hứng đó thành thứ vũ khí có hiệu quả trong thi đấu thực tế.
Trong Neo Egoist League, Lavinho đóng vai trò là hình mẫu cho sự phóng khoáng và tính nghệ sĩ trong bóng đá. Anh thử thách các cầu thủ Blue Lock bằng những bài tập yêu cầu sự sáng tạo, khả năng ứng biến và sự tự tin thể hiện bản thân trước áp lực. Sự hiện diện của Lavinho là lời nhắc nhở rằng, ngoài sức mạnh và chiến thuật, bóng đá đỉnh cao còn cần sự bay bổng, bất ngờ và cá tính riêng biệt để tạo nên sự khác biệt. Lavinho là hiện thân của tinh thần bóng đá Nam Mỹ: tự do, lôi cuốn, kỹ thuật và luôn hướng đến sự tận hưởng trọn vẹn trong từng khoảnh khắc thi đấu.

##### Julian Loki(ジュリアン・ロキ(Chu Lợi An・La Cơ),Jurian Roki?)
Julian Loki là một cầu thủ bóng đá chuyên nghiệp người Pháp và là huấn luyện viên kiêm hình mẫu dẫn dắt câu lạc bộ Paris X Gen trong Neo Egoist League - một trong bốn đội bóng nơi các cầu thủ Blue Lock tham gia thi đấu và phát triển. Anh được mệnh danh là “Thần đồng bóng đá Pháp” và là một trong những cầu thủ trẻ xuất sắc nhất thế giới. Julian Loki sở hữu ngoại hình nổi bật với mái tóc bạch kim và gương mặt sắc sảo, toát lên vẻ thông minh và tự tin. Phong cách của anh vừa lạnh lùng, kiêu hãnh, vừa có nét tinh quái, mang hình ảnh một thiên tài luôn đi trước người khác một bước.
Về phong cách thi đấu, Julian Loki nổi bật với kỹ năng toàn diện, khả năng xử lý bóng và đọc tình huống xuất sắc. Anh có thể chơi ở nhiều vị trí trên sân, với điểm mạnh là sự nhanh nhạy, sáng tạo và khả năng phối hợp linh hoạt. Loki không chỉ là một cầu thủ kỹ thuật mà còn sở hữu tư duy chiến thuật đỉnh cao, biết cách điều khiển nhịp độ trận đấu và tạo ra cơ hội từ những tình huống tưởng như bế tắc. Triết lý của Julian Loki là “tận dụng sự linh hoạt để kiểm soát cuộc chơi”. Anh khuyến khích các cầu thủ phát triển khả năng thích ứng, sáng tạo và không bị giới hạn trong khuôn khổ cứng nhắc. Đối với Loki, một cầu thủ giỏi không chỉ giỏi ở một vai trò nhất định mà phải đủ thông minh để thay đổi vai trò và cách chơi tùy theo từng tình huống.
Trong Neo Egoist League, Julian Loki đóng vai trò là thử thách lớn cho các cầu thủ Blue Lock, buộc họ phải học cách đối đầu với một thiên tài có thể làm được mọi thứ trên sân. Sự hiện diện của anh là hình ảnh tiêu biểu cho một thế hệ cầu thủ hoàn hảo - nhanh, thông minh, linh hoạt và có khả năng làm chủ trận đấu. Julian Loki không chỉ là hình mẫu lý tưởng về kỹ năng và chiến thuật mà còn là minh chứng cho sức mạnh của sự sáng tạo và tư duy linh hoạt trong bóng đá hiện đại, nơi mỗi cá nhân đều phải tìm cách vượt qua sự giới hạn của bản thân để chiếm lấy vị trí trung tâm trên sân cỏ.

## Các sự kiện chính

### Giai đoạn 1

#### Vòng khởi đầu
300 tiền đạo trẻ xuất sắc của Nhật Bản đã được tập hợp tại một khu huấn luyện tách biệt với thế giới bên ngoài, trực thuộc dự án Blue Lock do huấn luyện viên Ego Jinpachi quản lý và điều hành, nhằm bồi dưỡng và tạo ra tiền đạo vĩ đại nhất Nhật Bản. Dự án Blue Lock được Ego giới thiệu cặn kẽ với 300 tiền đạo trẻ và Team Z được thành lập sau khi Isagi và 10 đấu thủ khác là người đi tiếp sau khi tham gia một trò chơi mang tên "bắt quỷ" (Onigokko).

#### Vòng tuyển chọn thứ nhất
25 đội được chia thành 5 bảng đấu (tương ứng với 5 tòa nhà trong Dự án Blue Lock), mỗi bảng 5 đội và thi đấu vòng tròn với nhau (thắng được 3 điểm, hòa được 1 điểm, thua không có điểm). Sau một lượt trận, 2 đội đứng đầu sẽ qua màn, 3 đội còn lại bị loại khỏi Blue Lock. Tuy nhiên, tiền đạo ghi được nhiều bàn thắng nhất trong những đội bị loại đó sẽ có cơ hội đi tiếp sang Vòng tuyển chọn thứ hai.

#### Vòng tuyển chọn thứ hai
Các tuyển thủ đã vượt qua Vòng tuyển chọn thứ nhất cần phải qua được bài kiểm tra cá nhân (màn 1). Sau đó, họ cần phải lập một đội 3 người (màn 2) và đấu với nhau (màn 3). Đội giành được chiến thắng là đội ghi được 5 bàn thắng trước và sẽ được "cướp lấy" 1 thành viên từ đội thua. Trong khi 2 người của đội thua phải quay trở lại màn 2 để đấu với đội thua khác để lập lại một đội 3 người, đội thắng (có 4 người) sẽ tiến vào màn 4. Cứ tiếp tục như thế cho đến khi đội nào qua được màn 5 và có được 5 người sẽ được xem là vượt qua Vòng tuyển chọn thứ hai để tiến vào vòng tiếp theo.

##### Vòng đối mặt với các tuyển thủ thế giới
Là giai đoạn cuối cùng của vòng tuyển chọn thứ hai, các đội đã tập hợp đủ 5 người sẽ phải tham gia vào một trận đấu đặc biệt với những tiền đạo xuất sắc bậc nhất thế giới được Ego mời về. Trận đấu này yêu cầu tất cả các đội 5 người phải tham dự, tuy vậy chỉ có trận đấu của đội Isagi, Rin, Bachira, Aryu và Tokimitsu được minh hoạ trong diễn biến của truyện.

#### Vòng tuyển chọn thứ ba
Qua sự đánh giá của 5 tiền đạo hàng đầu cũng như Ego, top 6 cầu thủ hoàn thiện nhất được chọn ra, đó là Rin + Shidō (đội "A"), Karasu + Otoya (đội "B"), Yukimiya + Nagi (đội "C"). 35 cầu thủ còn lại phải lựa chọn tham gia vào một trong ba đội "A", "B" hoặc "C" để chứng minh kỹ năng và khả năng phối hợp với top 6. Mười một cầu thủ xuất sắc nhất sẽ được chọn để thành lập đội bóng Blue Lock 11 nhằm thách đấu với tuyển U-20 Nhật Bản.

#### Trận đấu với U-20 Nhật Bản
Team Blue Lock 11 (gồm 11 cầu thủ đá chính và 12 cầu thủ dự bị) sẽ đối đầu với tuyển U-20 Nhật Bản trong một trận đấu đặc biệt dưới sự chứng kiến của toàn thể fan hâm mộ Nhật Bản. Phe chiến thắng sẽ được toàn quyền quyết định với phe còn lại. Trận đấu có sự tham gia của Itoshi Sae, "quốc bảo" của bóng đá Nhật Bản và Shidō Ryūsei, cầu thủ tiền đạo xếp hạng thứ hai tại Blue Lock được Sae chọn đầu quân cho tuyển U-20.

### Giai đoạn 2 (Neo - Egoist League)
Sau khi Blue Lock giành chiến thắng trong trận đấu với U-20 Nhật Bản và nhận được sự chú ý cả trong lẫn ngoài nước, Ego Jinpachi đã được trao quyền kiểm soát hoàn toàn Đội tuyển quốc gia Nhật Bản. Nhiều nhà đầu tư quan tâm đến dự án đã tìm đến anh với mong muốn đặt cược tiền của họ vào Dự án Blue Lock và tiềm năng của nó. Với toàn quyền kiểm soát và có nhiều nguồn lực hơn, Ego quyết định không chỉ đào tạo thêm cho các cầu thủ của mình để chuẩn bị cho World Cup mà còn biến việc đào tạo trở thành một dự án giải trí lớn đầy kịch tính và được cả thế giới đón xem.
Ego đã mời tất cả các cầu thủ Blue Lock đã lọt vào Vòng tuyển chọn thứ ba cùng với các cựu cầu thủ từ U-20 Nhật Bản và khiến họ quyết định tập huấn tại chính trụ sở Blue Lock. Vì vậy, các cầu thủ có thể chiến đấu với "đẳng cấp quốc tế" nhằm chuẩn bị cho kì U20 World Cup sắp tới, Ego quyết định thay đổi môi trường của Blue Lock để mô phỏng nền bóng đá ở 5 Giải đấu hàng đầu châu Âu: Pháp, Đức, Anh, Ý và Tây Ban Nha. Các cầu thủ phải quyết định chọn một quốc gia để tập luyện dựa trên sở thích và những gì họ muốn đạt được sau quá trình tập luyện. Ego tiết lộ rằng bất kể họ đi đâu, sự lựa chọn này chắc chắn sẽ thay đổi cuộc sống của tất cả cầu thủ theo hướng tốt hơn hoặc tồi tệ hơn.
Khi các cầu thủ chọn quốc gia của mình, họ sẽ được xếp vào các toà nhà tượng trưng cho quốc gia đó và sẽ được tập luyện với các cầu thủ đội trẻ lứa U của câu lạc bộ tốt nhất ở các quốc gia tương ứng đó và 1 "tiền đạo hướng dẫn" - một cầu thủ đẳng cấp nhất trong đội đó. Sau quá trình huấn luyện ban đầu, một đội gồm 11 người gồm những người được chọn ra đá chính bởi tiền đạo hướng dẫn từ đội câu lạc bộ hoặc Blue Lock sẽ thi đấu theo thể thức Vòng tròn một lượt để các đối thủ của Blue Lock và các cầu thủ đẳng cấp thế giới thi đấu với nhau trong những trận đấu ngắn nhưng đầy kịch tính. Sau khi giải đấu kết thúc, chỉ những cầu thủ hàng đầu của Blue Lock từ giải đấu mới được chọn làm suất chính thức cho đội U-20 Nhật Bản tham dự World Cup.
Điểm đặc biệt của Neo Egoist League là tính thực tế và cạnh tranh cực cao. Kết quả và màn trình diễn của từng cầu thủ trong giải đấu sẽ được các tuyển trạch viên và câu lạc bộ quốc tế quan sát, quyết định mức giá chuyển nhượng và cơ hội thi đấu chuyên nghiệp sau này.
Bên cạnh việc thể hiện kỹ năng và bản lĩnh cá nhân, Neo Egoist League cũng là nơi kiểm chứng triết lý của Ego Jinpachi: chỉ những người sở hữu “cái tôi” mạnh mẽ, có khả năng tỏa sáng giữa tập thể và biết tận dụng đồng đội làm bàn đạp cho sự thăng tiến của mình, mới xứng đáng đứng trên sân khấu thế giới.

## Phát hành

### Manga
Blue Lock được Kaneshiro Muneyuki viết kịch bản và được Nomura Yūsuke đảm nhận phần vẽ minh hoạ. Bộ truyện đã được đăng trên Tuần san Shōnen Magazine của Kodansha từ ngày 1 tháng 8 năm 2018 cho đến nay. Kodansha đã phân chia các chương của bộ truyện thành các tập tankōbon riêng lẻ với tập đầu tiên được phát hành vào ngày 16 tháng 11 năm 2018. Tính đến ngày 12 tháng 8 năm 2025, bộ truyện đã phát hành được 35 tập.
Tháng 1 năm 2021, Kodansha USA công bố rằng họ sẽ phát hành phiên bản kỹ thuật số trên nhiều nền tảng từ ngày 16 tháng 3 năm 2021.
Năm 2020, bộ truyện cũng đã được Pika Édition mua bản quyền tại Pháp.
Năm 2022, bộ truyện đã được Nhà xuất bản Kim Đồng mua bản quyền tiếng Việt và được ấn định lịch phát hành vào đầu năm 2023.

#### Danh sách tập truyện
| #                                                                                            | Phát hành chính ngữ  | Phát hành chính ngữ | Phát hành tiếng Việt | Phát hành tiếng Việt |
| #                                                                                            | Ngày phát hành       | ISBN                | Ngày phát hành       | ISBN                 |
| -------------------------------------------------------------------------------------------- | -------------------- | ------------------- | -------------------- | -------------------- |
| 01                                                                                           | 16 tháng 11 năm 2018 | 978-4-06-513400-9   | 20 tháng 2 năm 2023  | 978-604-2-28534-6    |
| 02                                                                                           | 17 tháng 1 năm 2019  | 978-4-06-514121-2   | 6 tháng 3 năm 2023   | 978-604-2-28535-3    |
| 03                                                                                           | 15 tháng 3 năm 2019  | 978-4-06-514447-3   | 20 tháng 3 năm 2023  | 978-604-2-28536-0    |
| 04                                                                                           | 17 tháng 6 năm 2019  | 978-4-06-515450-2   | 3 tháng 4 năm 2023   | 978-604-2-28537-7    |
| 05                                                                                           | 16 tháng 8 năm 2019  | 978-4-06-516336-8   | 17 tháng 4 năm 2023  | 978-604-2-28538-4    |
| 06                                                                                           | 17 tháng 10 năm 2019 | 978-4-06-517167-7   | 8 tháng 5 năm 2023   | 978-604-2-28539-1    |
| 07                                                                                           | 17 tháng 1 năm 2020  | 978-4-06-517887-4   | 22 tháng 5 năm 2023  | 978-604-2-28540-7    |
| 08                                                                                           | 17 tháng 3 năm 2020  | 978-4-06-518559-9   | 5 tháng 6 năm 2023   | 978-604-2-28541-4    |
| 09                                                                                           | 15 tháng 5 năm 2020  | 978-4-06-518854-5   | 19 tháng 6 năm 2023  | 978-604-2-28542-1    |
| 10                                                                                           | 17 tháng 8 năm 2020  | 978-4-06-520360-6   | 3 tháng 7 năm 2023   | 978-604-2-28543-8    |
| 11                                                                                           | 16 tháng 10 năm 2020 | 978-4-06-521018-5   | 17 tháng 7 năm 2023  | 978-604-2-28544-5    |
| 12                                                                                           | 17 tháng 12 năm 2020 | 978-4-06-521638-5   | 31 tháng 7 năm 2023  | 978-604-2-28545-2    |
| 13                                                                                           | 17 tháng 3 năm 2021  | 978-4-06-522073-3   | 14 tháng 8 năm 2023  | 978-604-2-28546-9    |
| 14                                                                                           | 17 tháng 5 năm 2021  | 978-4-06-523148-7   | 28 tháng 8 năm 2023  | 978-604-2-28547-6    |
| 15                                                                                           | 17 tháng 8 năm 2021  | 978-4-06-513400-9   | 18 tháng 9 năm 2023  | 978-604-2-28548-3    |
| 16                                                                                           | 15 tháng 10 năm 2021 | 978-4-06-525141-6   | 2 tháng 10 năm 2023  | 978-604-2-28549-0    |
| 17                                                                                           | 17 tháng 12 năm 2021 | 978-4-06-526286-3   | 16 tháng 10 năm 2023 | 978-604-2-28550-6    |
| 18                                                                                           | 17 tháng 3 năm 2022  | 978-4-06-527288-6   | 30 tháng 10 năm 2023 | 978-604-2-28551-3    |
| 19                                                                                           | 17 tháng 5 năm 2022  | 978-4-06-527913-7   | 13 tháng 11 năm 2023 | 978-604-2-28552-0    |
| 20                                                                                           | 15 tháng 7 năm 2022  | 978-4-06-528501-5   | 20 tháng 11 năm 2023 | 978-604-2-28553-7    |
| 21                                                                                           | 17 tháng 10 năm 2022 | 978-4-06-529489-5   | 11 tháng 12 năm 2023 | 978-604-2-28554-4    |
| 22                                                                                           | 16 tháng 12 năm 2022 | 978-4-06-529987-6   | 25 tháng 12 năm 2023 | 978-604-2-28555-1    |
| 23                                                                                           | 16 tháng 3 năm 2023  | 978-4-06-530927-8   | —                    | —                    |
| 24                                                                                           | 17 tháng 5 năm 2023  | 978-4-06-531566-8   | —                    | —                    |
| 25                                                                                           | 14 tháng 7 năm 2023  | 978-4-06-532183-6   | —                    | —                    |
| 26                                                                                           | 14 tháng 9 năm 2023  | 978-4-06-532844-6   | —                    | —                    |
| 27                                                                                           | 15 tháng 12 năm 2023 | 978-4-06-533904-6   | —                    | —                    |
| 28                                                                                           | 15 tháng 3 năm 2024  | 978-4-06-534561-0   | —                    | —                    |
| 29                                                                                           | 16 tháng 5 năm 2024  | 978-4-06-535506-0   | —                    | —                    |
| 30                                                                                           | 16 tháng 8 năm 2024  | 978-4-06-536520-5   | —                    | —                    |
| 31                                                                                           | 17 tháng 10 năm 2024 | 978-4-06-537047-6   | —                    | —                    |
| 32                                                                                           | 17 tháng 12 năm 2024 | 978-4-06-537769-7   | —                    | —                    |
| 33                                                                                           | 17 tháng 3 năm 2025  | 978-4-06-538708-5   | —                    | —                    |
| 34                                                                                           | 17 tháng 6 năm 2025  | 978-4-06-539759-6   | —                    | —                    |
| 35                                                                                           | 12 tháng 8 năm 2025  | 978-4-06-540365-5   | —                    | —                    |
| Mã ISBN tiếng Việt được lấy từ Cục Xuất bản, In và Phát hành - Bộ thông tin và truyền thông. |                      |                     |                      |                      |

### Anime
Một bộ anime truyền hình chuyển thể đã được công bố vào ngày 12 tháng 8 năm 2021. Bộ phim được sản xuất bởi Eight Bit và được đạo diễn bởi  Watanabe Tetsuaki, với Ishikawa Shunsuke là trợ lý đạo diễn, Kishimoto Taku giám sát kịch bản của bộ truyện, Shindō Masaru cung cấp chính các thiết kế nhân vật và đảm nhiệm vai trò giám đốc hoạt họa chính, Tojima Hisashi giữ vai trò là đạo diễn hành động chính, và Murayama Jun soạn nhạc. Bộ phim bao gồm 24 tập. Bộ phim được phát sóng từ ngày 9 tháng 10 năm 2022 đến ngày 26 tháng 3 năm 2023 trên kênh NUMAnimation của TV Asahi. Bài hát chủ đề mở đầu đầu tiên là "Chaos ga Kiwamaru" (カオスが極まる "Chaos Reigns") bởi Unison Square Garden, trong khi bài hát chủ đề kết thúc đầu tiên là "Winner" của Nakamura Shugo. Bài hát mở đầu thứ hai là "Judgement" của Ash Da Hero, trong khi bài hát kết thúc thứ hai là "Numbness like a ginger" của Unison Square Garden.
Mùa anime thứ hai dự kiến lên sóng vào tháng 10 năm 2024.
Crunchyroll đã mua bản quyền cho bộ truyện và phát trực tuyến bản lồng tiếng Anh bắt đầu từ ngày 22 tháng 10 năm 2022. Medialink đã có bản quyền cho loạt phim này ở Châu Á-Thái Bình Dương; nó được phát trực tuyến trên kênh YouTube Ani-One của họ, và trên iQIYI, bilibili, Netflix, và Animax Asia.
Sau khi phần anime đầu tiên kết thúc, phần thứ hai cùng với anime chuyển thể của manga ngoại truyện Blue Lock: Episode Nagi đã được công bố. Bộ phim Blue Lock: Episode Nagi khởi chiếu tại Nhật Bản vào ngày 19 tháng 4 năm 2024.

## Đón nhận
Vào tháng 3 năm 2025, bộ truyện tranh đã có hơn 45 triệu bản lưu hành trên toàn thế giới..
Blue Lock là bộ truyện tranh bán chạy nhất năm 2023 (từ tháng Mười Một năm 2022 đến tháng Mười Một năm 2023), với gần 10,5 triệu bản được bán ra, trong khi các tập 12–14 và 21–23 là những tập truyện tranh bán chạy nhất trong cùng kỳ.
Blue Lock đã có các hợp tác với các câu lạc bộ bóng đá như FC Tokyo (2021), Inter Milan (2023), và Liverpool FC (2024). Trong hợp tác với FC Tokyo, họa sĩ Nomura Yusuke đã vẽ các nhân vật Blue Lock trong đồng phục FC Tokyo, và các cầu thủ như Diego Oliveira được đưa vào các hình ảnh quảng bá. Với Liverpool FC, Blue Lock tạo ra các hình minh họa nhân vật trong áo đấu của Liverpool FC và triển lãm tại sân Anfield.
Vào tháng 6 năm 2025, Blue Lock hợp tác với Liên đoàn Bóng đá Bắc, Trung Mỹ và Caribe (Concacaf) để tạo nội dung gốc và hàng hóa phiên bản giới hạn, đánh dấu lần đầu tiên trong lịch sử, một manga thể thao có sự kết hợp với một tổ chức bóng đá lớn cấp lục địa.
Blue Lock đã nhận được lời khen tặng và đề xuất từ tác giả bộ truyện tranh nổi tiếng Đại chiến Titan, Isayama Hajime. Blue Lock được xếp trong Top 3 bộ truyện tranh thể thao hàng đầu của danh sách "Những bộ manga nhân viên nhà sách trên toàn quốc cần tìm đọc năm 2020" của Honya Club. Vào ngày 13 tháng 5 năm 2021, bộ truyện đã giành được giải Manga hạng mục shounen xuất sắc nhất lần thứ 45 của Giải Manga Kodansha. Tháng 11 năm 2021, cùng với 3 tựa truyện manga khác, Blue Lock được đề cử cho giải thưởng Album xuất sắc nhất năm 2022 tại Liên hoan truyện tranh quốc tế Angoulême được tổ chức thường niên tại Cộng hoà Pháp.. Ngoài ra, Blue Lock cũng được đề cử giải thưởng Harvey năm 2022 cho hạng mục Manga xuất sắc nhất.